# 현대 코나
현대 코나(영어: Hyundai Kona)는 현대자동차의 소형 5도어 스포츠 유틸리티 자동차이다. i30의 전륜구동 플랫폼을 공용한다.
몇몇 국가마다 수출명이 다르며 포르투갈에서는 차명은 카우아이(Kauai), 중국에서의 차명은 엔시노(Encino , 昂希诺 )이다.

## 1세대(OS)

### 코나(2017년6월~2020년10월)

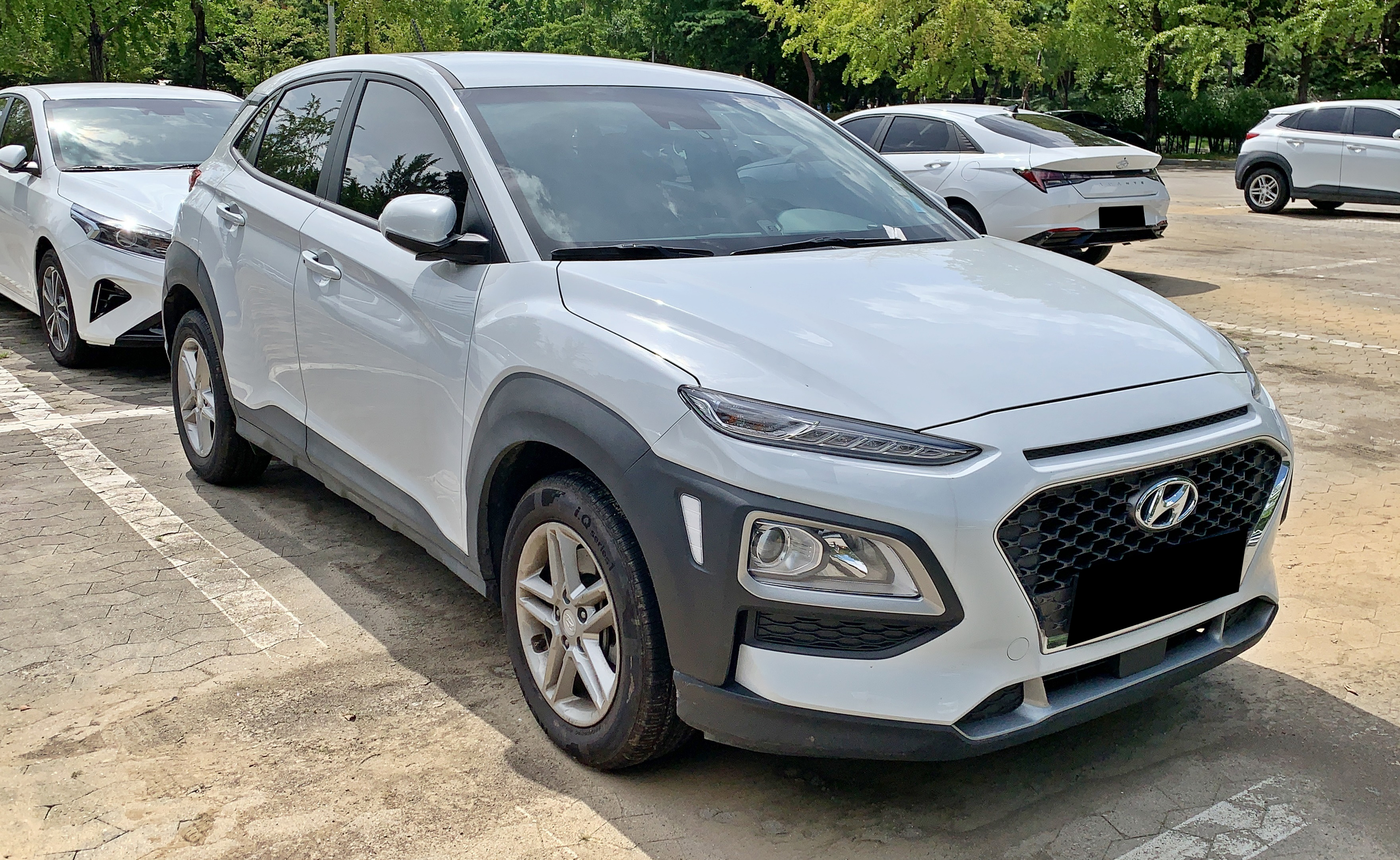
현대 코나 정측면

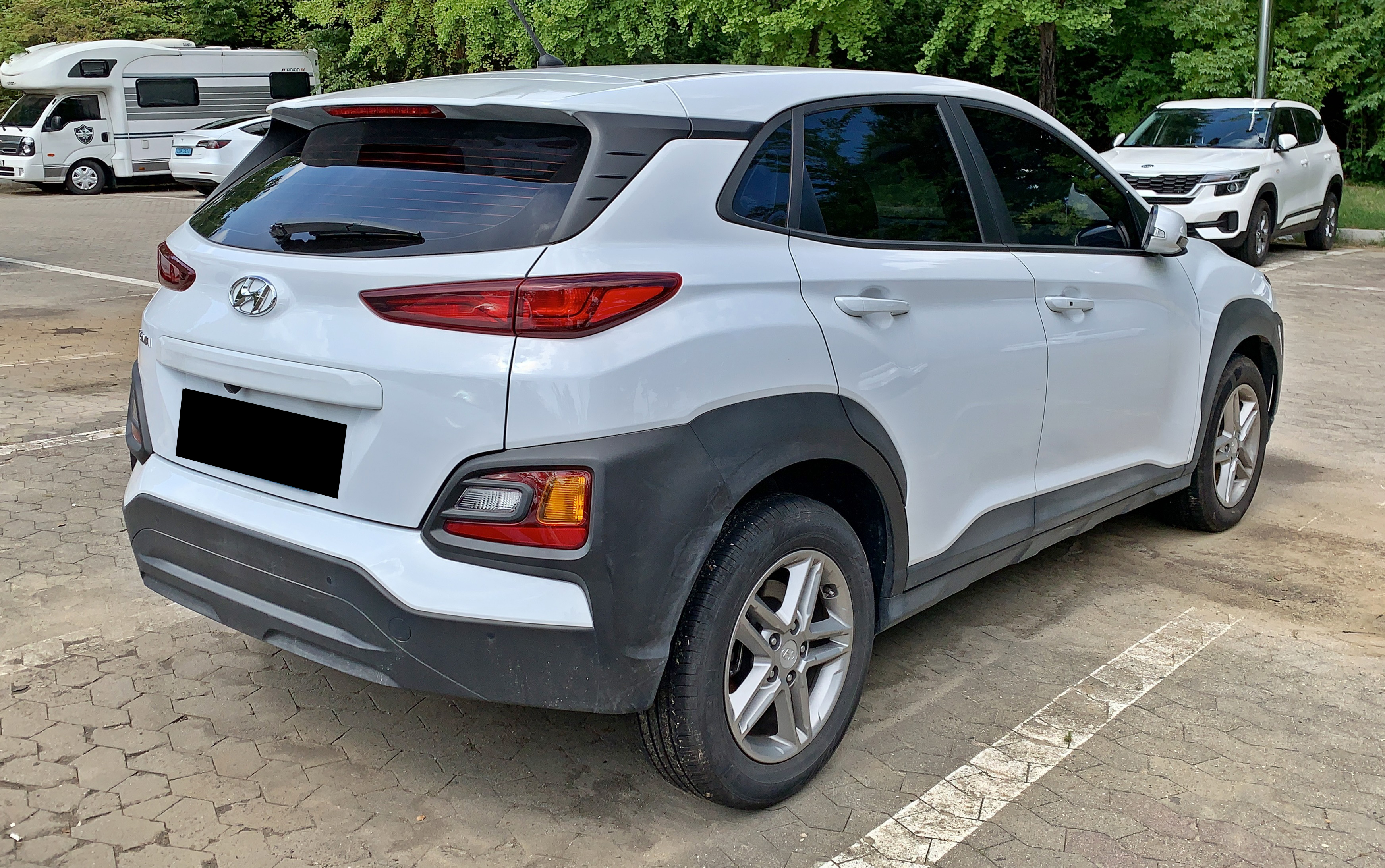
현대 코나 후측면

2017년 6월 13일에 신차 발표회를 열어 세계 최초로 공개되었고, 6월 27일에 출시되었다. 2010년대에 들어서 세계적으로 소형 SUV 시장이 확대되어 인도와 브라질 등 개발도상국을 겨냥한 크레타(ix25)가 개발되어 판매 중이나, 코나는 대한민국을 비롯하여 북미와 유럽 등 선진국에 주로 판매되는 세계 전략형 차종으로 개발되었다. 로우 앤드 와이드 스탠스라는 디자인 컨셉트를 바탕으로 한 낮은 전고와 넓은 전폭을 통한 안정적인 비율에 닛산 쥬크 등에서 선보인 상·하 분리형 헤드램프, 현대자동차의 패밀리 룩인 캐스케이딩 라디에이터 그릴, 범퍼 가니시인 아머 등을 접목시켜 파격적인 디자인에 독창성을 강조하였다. 컴바이너 형태의 헤드 업 디스플레이, 스마트폰 무선 충전 시스템, 애플 카 플레이 등을 갖추었다.
2019년 1월 14일(현지 시간)에 북미 국제 오토쇼에서 북미 올해의 차(유틸리티 부문)에 선정되었고, 1월 23일에는 아이언맨 에디션이 한정 판매에 돌입하였다. 같은 해 8월 7일에는 2020년형과 더불어 하이브리드가 더해졌다.
IIHS (미국 고속도로 안전보험 협회) 평가 결과: Good등급

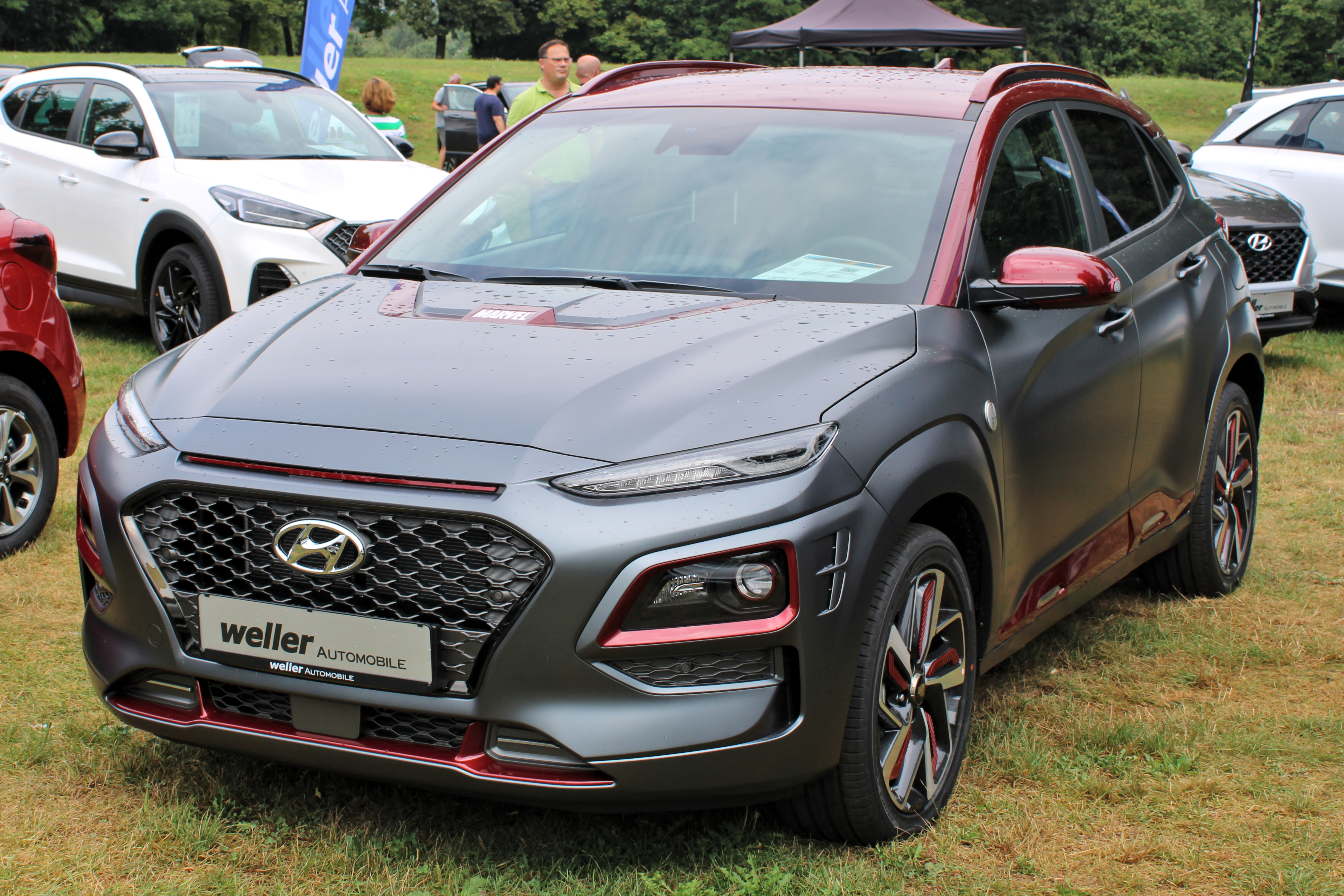
현대 코나 아이언맨 에디션 정측면
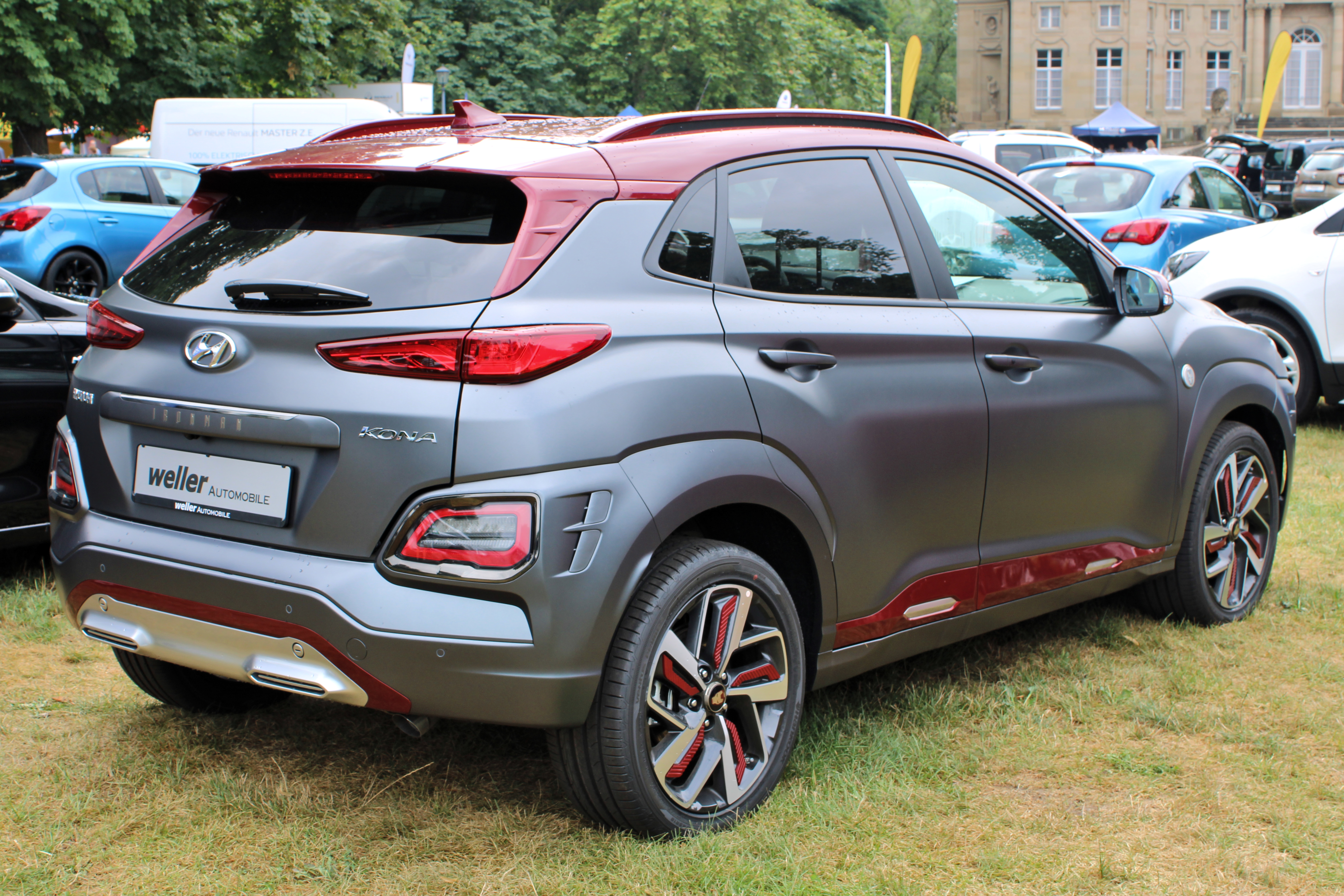
현대 코나 아이언맨 에디션 후측면

#### 라인업
| 구분 | 코나                                                                         | 코나 플럭스(튜익스 스페셜)                         |
| ---- | ---------------------------------------------------------------------------- | -------------------------------------------------- |
| 코나 | 스마트 모던 모던 팝 모던 테크 모던 아트 모던 초이스 프리미엄 아이언맨 에디션 | 플럭스 모던 플럭스 프리미엄 플럭스 프리미엄 스페셜 |

#### 제원
| 전장 (mm)            | 4,165 | 4,165 | 4,165 | 4,165 |           |           |
| 전폭 (mm)            | 1,800 | 1,800 | 1,800 | 1,800 |           |           |
| 전고 (mm)            | 1,550 1,565(루프 랙 적용 시)                                                                                                 | 1,550 1,565(루프 랙 적용 시)                                                                                                 | 1,550 1,565(루프 랙 적용 시) | 1,550 1,565(루프 랙 적용 시)                                                                                                 |           |           |
| 축거 (mm)            | 2,600 | 2,600 | 2,600 | 2,600 |           |           |
| 윤거 (전, mm)        | 1,575(R16) 1,563(R17) 1,559(R18)                                                                                             | 1,575(R16) 1,563(R17) 1,559(R18)                                                                                             | 1,575(R16) 1,563(R17) 1,559(R18) | 1,575(R16) 1,563(R17) 1,559(R18)                                                                                             |           |           |
| 윤거 (후, mm)        | 1,584(R16) 1,572(R17) 1,568(R18)                                                                                             | 1,584(R16) 1,572(R17) 1,568(R18)                                                                                             | 1,584(R16) 1,572(R17) 1,568(R18) | 1,584(R16) 1,572(R17) 1,568(R18)                                                                                             |           |           |
| 승차 정원            | 5명 | 5명 | 5명 | 5명 |           |           |
| 변속기               | 듀얼 클러치 자동 7단 | 듀얼 클러치 자동 7단 | 듀얼 클러치 자동 7단 | 듀얼 클러치 자동 7단 |           |           |
| 구동 형식            | 전륜구동 | 4륜구동 | 전륜구동 | 4륜구동 |           |           |
| 엔진 형식            | G4FJ | G4FJ | D4FB (이후 D4FE로 변경) | D4FB (이후 D4FE로 변경) |           |           |
| 연료                 | 가솔린 | 가솔린 | 디젤 | 디젤 | 디젤      | 디젤      |
| 배기량 (cc)          | 1,591 | 1,591 | 1,582 (이후 1,598로 변경) | 1,582 (이후 1,598로 변경) |           |           |
| 최고 출력 (ps/rpm)   | 177/5,500 | 177/5,500 | 136/4,000 | 136/4,000 | 136/4,000 | 136/4,000 |
| 최대 토크 (kg*m/rpm) | 27.0/1,500 ~ 4,500 | 27.0/1,500 ~ 4,500 | 30.6/1,750 ~ 2,500 (이후 32.6/2,000 ~ 2,250으로 변경) | 30.6/1,750 ~ 2,500 (이후 32.6/2,000 ~ 2,250으로 변경)                                                                        |           |           |
| 연료 탱크 용량 (L)   | 50 | 50 | 50 | 50 |           |           |
| 요소수 탱크 용량 (L) | - | - | 12 | 12 |           |           |
| 공차 중량 (kg)       | 1,320(16인치 휠)/ 1,330(17인치 휠)/ 1,370(18인치 휠)                                                                         | 1,400(16인치 휠)/ 1,425(17인치 휠)/ 1,460(18인치 휠)                                                                         | 1,355(16인치 휠)/ 1,370(17인치 휠)/ 1,395(18인치 휠) (이후 1,370(16인치 휠)/ 1,380(17인치 휠)/ 1,410(18인치 휠)로 변경) | 1,455(16인치 휠)/ 1,470(17인치 휠)/ 1,490(18인치 휠)                                                                         |           |           |
| 연비 (km/L)          | 도심 11.4/고속 14.9/복합 12.8(16인치 휠)/ 도심 11.3/고속 14.5/복합 12.6(17인치 휠)/ 도심 11.0/고속 14.2/복합 12.3(18인치 휠) | 도심 10.1/고속 13.0/복합 11.3(16인치 휠)/ 도심 10.1/고속 12.6/복합 11.1(17인치 휠)/ 도심 10.0/고속 12.4/복합 11.0(18인치 휠) | 도심 15.8/고속 18.2/복합 16.8(16인치 휠)/ 도심 15.4/고속 17.9/복합 16.5(17인치 휠)/ 도심 15.3/고속 17.4/복합 16.2(18인치 휠) (이후 도심 16.7/고속 18.6/복합 17.5(16인치 휠)/ 도심 16.6/고속 18.2/복합 17.3(17인치 휠)/ 도심 16.2/고속 17.7/복합 16.8(18인치 휠)로 변경) | 도심 15.0/고속 16.7/복합 15.7(16인치 휠)/ 도심 14.6/고속 16.2/복합 15.3(17인치 휠)/ 도심 13.9/고속 15.7/복합 14.6(18인치 휠) |           |           |
| Co2 배출량 (g/km)    | 128(16인치 휠)/ 131(17인치 휠)/ 134(18인치 휠)                                                                               | 147(16인치 휠)/ 150(17인치 휠)/ 151(18인치 휠)                                                                               | 111(16인치 휠)/ 113(17인치 휠)/ 115(18인치 휠) (이후 105(16인치 휠)/ 107(17인치 휠)/ 110(18인치 휠)로 변경) | 119(16인치 휠)/ 123(17인치 휠)/ 129(18인치 휠)                                                                               |           |           |

### 코나 일렉트릭(2018년4월~2023년1월)

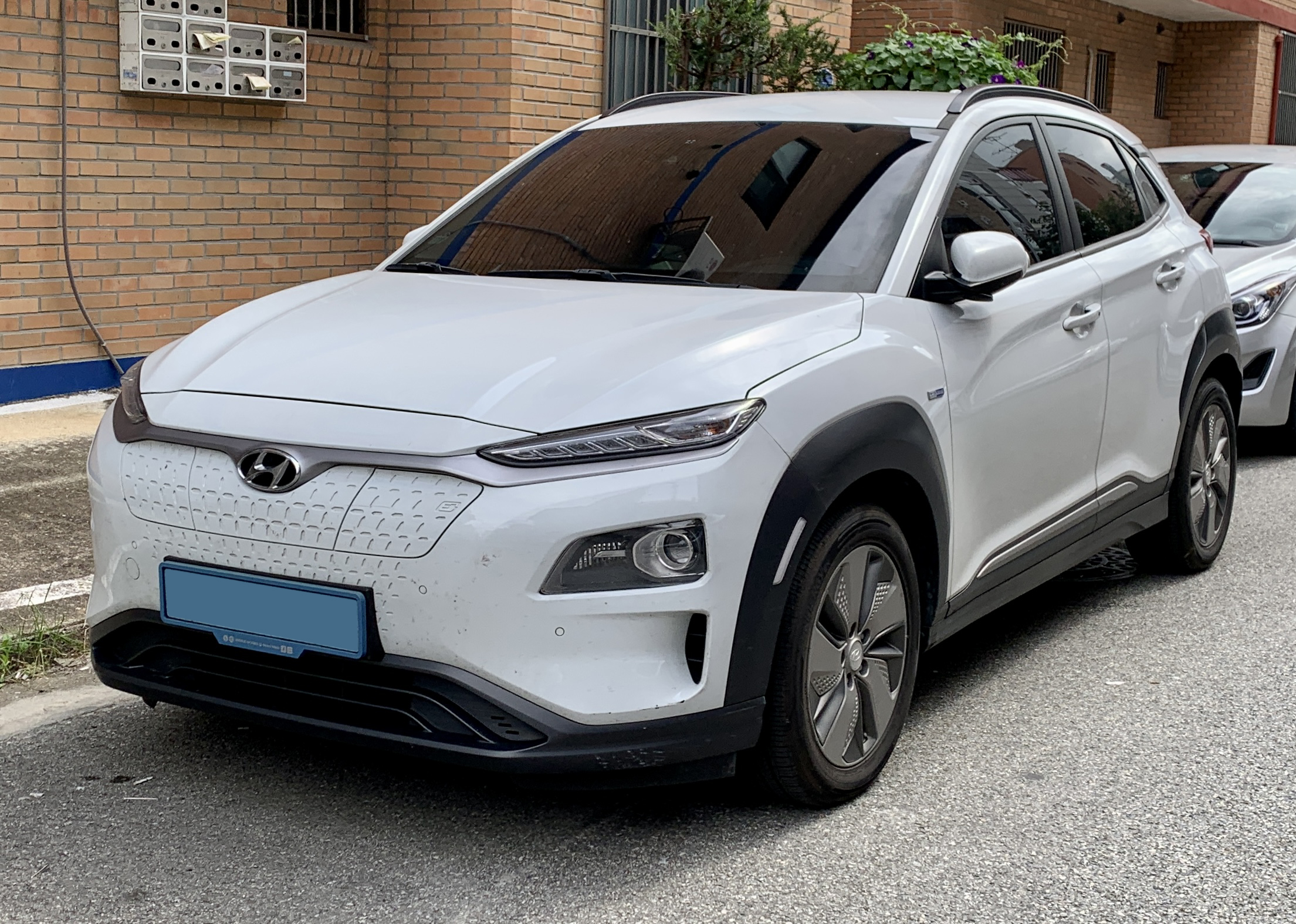
현대 코나 일렉트릭 정측면

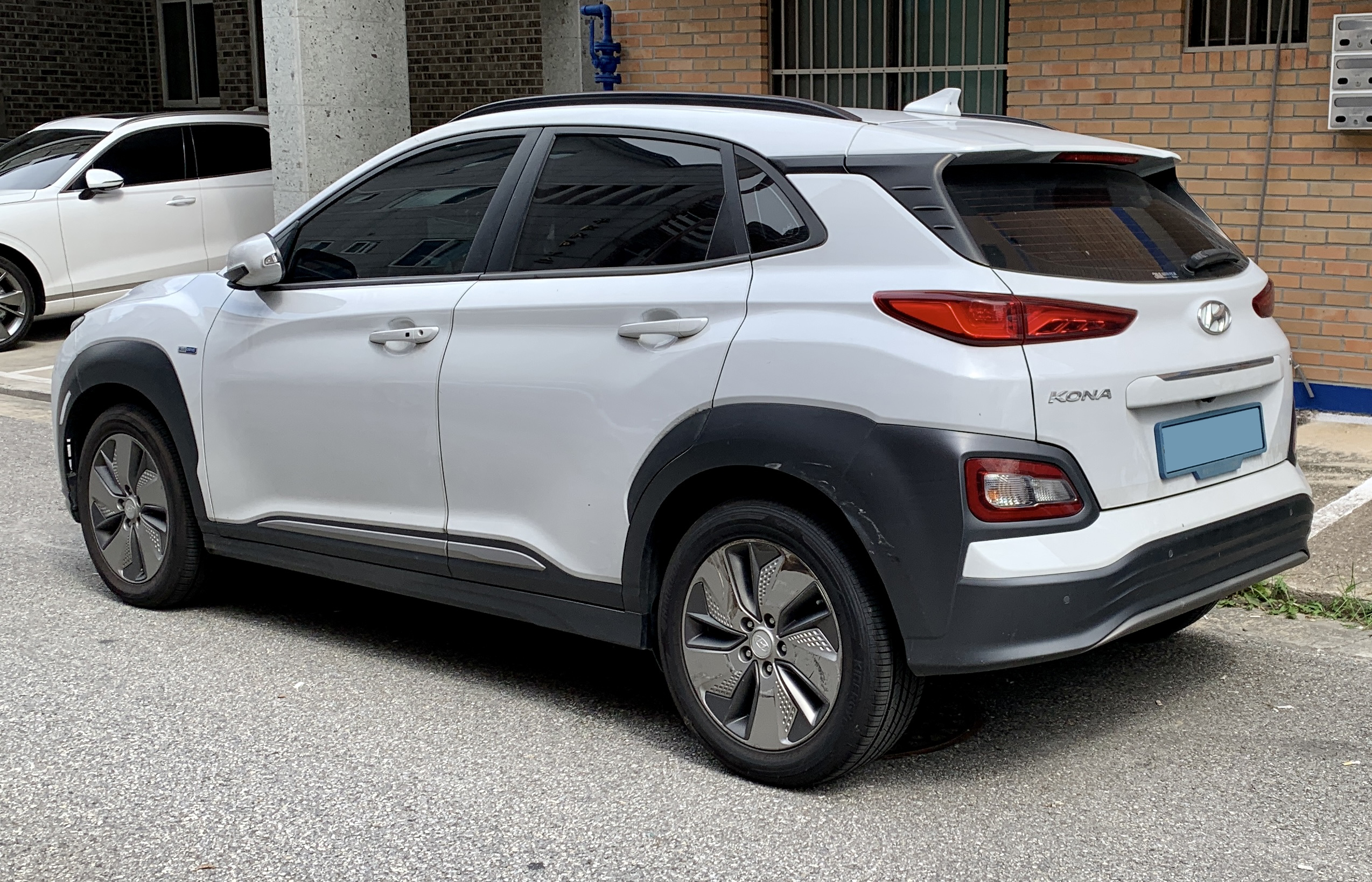
현대 코나 일렉트릭 후측면

2018년 1월 15일부터 예약 판매에 들어갔고, 4월 12일에 처음 공개했다. 64kWh 배터리가 장착되어 1회 충전에 406km를 달릴 수 있고, 충전 시간은 100kW 급속 충전(80%) 시 54분, 7kW 완속 충전(100%) 시 9시간 35분이 소요된다. 충전 시에는 모터 구동만 되지 않으며, 에어컨과 라디오 등의 사용이 모두 가능하다. 전방 충돌 방지 보조, 차로 이탈 방지 보조, 운전자 주의 경고가 기본 적용되었다. LG화학과 SK이노베이션의 파우치 방식 리튬이온 배터리를 장착했다. 충전기 포트는 DC콤보-1을 이용하며, 전면부에 충전 슬롯이 있다.
그러나 2020년 들어 충전 도중 빈번한 화재 사고가 발생해 결함을 의심받았다. 또한 주행 도중 브레이크가 작동하지 않는 일도 있었다. 결국 현대자동차에서 리콜에 들어갔고, 2020년 11월에 코나의 페이스리프트 모델이 대한민국에 출시됐을 때 현대자동차에서는 코나 EV의 페이스리프트 모델을 대한민국과 중국에서 판매하지 않고 유럽과 오세아니아, 북아메리카, 말레이시아, 싱가포르, 브루나이, 인도네시아에만 판매하기로 결정하였다. 페이스리프트 이후 대한민국 시장에서 1세대 코나 EV의 자리는 풀 모델 체인지되기 전까지 아이오닉 5가 대체했다.

#### 라인업
| 구분          | 코나 일렉트릭 |
| ------------- | ------------- |
| 코나 일렉트릭 | 모던 프리미엄 |

#### 제원
| 구분                                  | 코나 일렉트릭                                         |
| ------------------------------------- | ----------------------------------------------------- |
| 전장 (mm)                             | 4,180                                                 |
| 전폭 (mm)                             | 1,800                                                 |
| 전고 (mm)                             | 1,570                                                 |
| 축거 (mm)                             | 2,600                                                 |
| 윤거 (전, mm)                         | 1,564                                                 |
| 윤거 (후, mm)                         | 1,575                                                 |
| 승차 정원                             | 5명                                                   |
| 구동 형식                             | 전륜구동                                              |
| 연료                                  | 전기                                                  |
| 모터 최고 출력 (kw/rpm)               | 204                                                   |
| 모터 최대 토크 (nm/rpm)               | 40.3                                                  |
| 연료 탱크 용량 (L)                    | -                                                     |
| 요소수 탱크 용량 (L)                  | -                                                     |
| 공차 중량 (kg)                        | 1,685 1,540                                           |
| 에너지 소비 효율/ 전비(電比) (km/kwh) | 도심 6.2/고속 5.0/복합 5.6 도심 6.5/고속 5.1/복합 5.8 |
| Co2 배출량 (g/km)                     | -                                                     |

### 코나 하이브리드(2019년8월~2023년1월)
아이오닉같이 카파 1.6리터 가솔린 하이브리드로 나온다. 멀티링크 리어 서스펜션이 달리고, 전륜구동만 나온다. 아이오닉 가솔린 하이브리드의 단종에 따라 카파 1.6 하이브리드는 코나 및 아반떼로 이관됐다. 자동변속기는 6단 DCT가 장착된다.

#### 라인업
| 구분            | 코나 하이브리드                           |
| --------------- | ----------------------------------------- |
| 코나 하이브리드 | 스마트 스페셜 모던 스페셜 프리미엄 스페셜 |

#### 제원
| 구분                    | 하이브리드 1.6L 카파 GDI (16인치 타이어) | 하이브리드 1.6L 카파 GDI (18인치 타이어) |
| ----------------------- | ---------------------------------------- | ---------------------------------------- |
| 전장 (mm)               | 4,165                                    | 4,165                                    |
| 전폭 (mm)               | 1,800                                    | 1,800                                    |
| 전고 (mm)               | 1,550 1,565(루프 랙 적용 시)             | 1,550 1,565(루프 랙 적용 시)             |
| 축거 (mm)               | 2,600                                    | 2,600                                    |
| 윤거 (전, mm)           | 1,576(R16) 1,565(R18)                    | 1,576(R16) 1,565(R18)                    |
| 윤거 (후, mm)           | 1,589(R16) 1,577(R18)                    | 1,589(R16) 1,577(R18)                    |
| 승차 정원               | 5명                                      | 5명                                      |
| 변속기                  | 자동 6단(DCT)                            | 자동 6단(DCT)                            |
| 구동 형식               | 전륜구동                                 | 전륜구동                                 |
| 엔진 형식               | G4LE                                     | G4LE                                     |
| 연료                    | 가솔린+전기                              | 가솔린+전기                              |
| 배기량 (cc)             | 1,580                                    | 1,580                                    |
| 최고 출력 (ps/rpm)      | 105/5,700                                | 105/5,700                                |
| 최대 토크 (kg*m/rpm)    | 15.0/4,000                               | 15.0/4,000                               |
| 모터 최고 출력 (kW/rpm) | 32(43.5ps)/1,798~2,500                   | 32(43.5ps)/1,798~2,500                   |
| 모터 최대 토크 (nm/rpm) | 170(17.3kg*m)/0~1,798                    | 170(17.3kg*m)/0~1,798                    |
| 연료 탱크 용량 (L)      | 45                                       | 45                                       |
| 요소수 탱크 용량 (L)    | -                                        | -                                        |
| 공차 중량 (kg)          | 1,395(16인치 휠)                         | 1,425(18인치 휠)                         |
| 연비 (km/L)             | 도심 20.1/고속 18.4/복합 19.3(16인치 휠) | 도심 18.1/고속 16.6/복합 17.4(18인치 휠) |
| 연비 (km/kWh)           | ―                                        | ―                                        |
| Co2 배출량 (g/km)       | 82(16인치 휠)                            | 92(18인치 휠)                            |

### 더 뉴 코나(2020년10월 15일~2023년1월 17일)

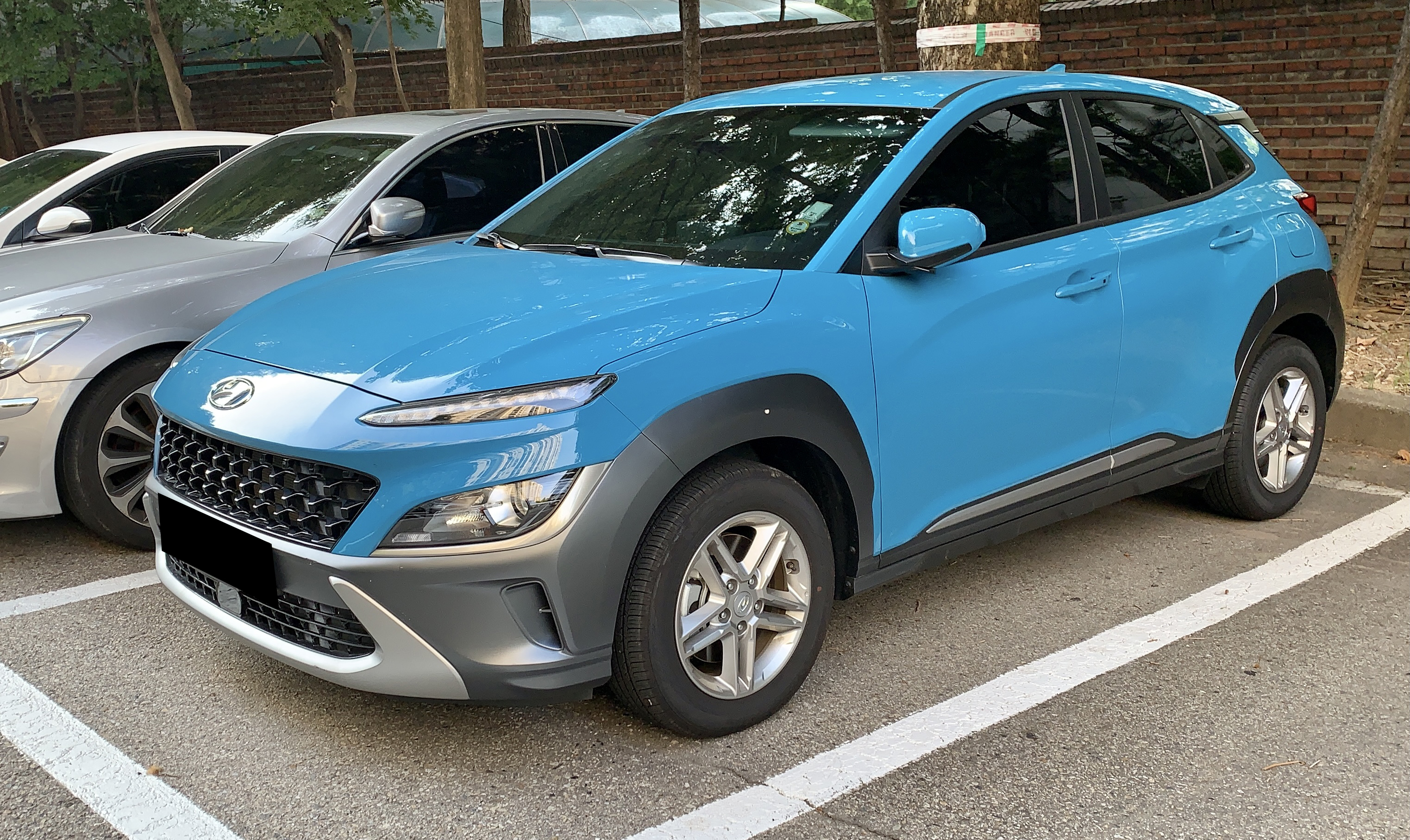
현대 더 뉴 코나 정측면

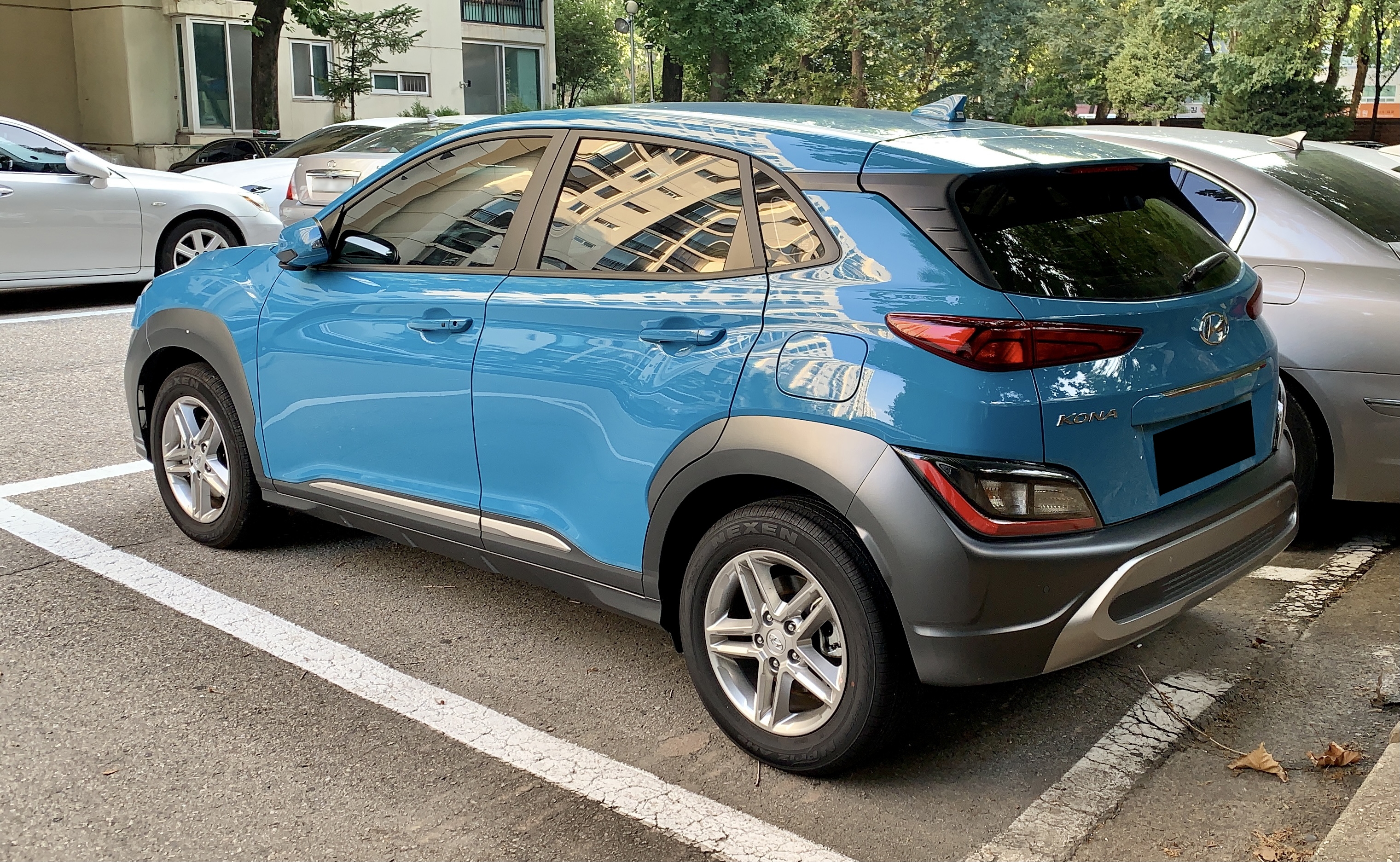
현대 더 뉴 코나 후측면

2020년 10월 15일에 출시되었다. 2017년 출시한 코나의 상품성 개선 모델로, 역동적인 주행성능 및 동급 최고 연비를 달성하였다. 외장 디자인은 예리하게 마무리된 후드, 세련된 감성이 돋보이는 주간주행등(DRL, Daytime Running Light) 등이 돋보인다. 측면부는 앞뒤 범퍼와 연결되어 차를 감싸듯 위치한 클래딩이, 후면부는 수평적 구조를 강조한 범퍼 디자인 등이 돋보인다. 실내는 10.25인치 대화면 인포테인먼트 시스템과 운전자의 시인성을 높인 클러스터 등이 적용되었다. 또한 전방 충돌방지 보조, 차로 유지 보조 등이 기본 적용되었다. 감마 1.6리터 가솔린 터보 엔진은 177마력에서 198마력으로 출력을 올렸다. 자동변속기는 형제차인 기아 셀토스의 페이스리프트 모델과 달리 7단 DCT를 유지했다. 페이스리프트 때 디젤과 EV 모델은 대한민국 내수에는 내놓지 않고, 수출용으로만 생산했다.
2021년 1월 14일에는 북미 수출용으로 이용된 149마력 누우 앳킨슨 사이클 2.0리터 DOHC 가솔린 MPI 엔진(G4NS)을 내수 시장에 추가했다. 코나 2.0 DOHC 앳킨슨 사이클 가솔린 MPI 모델에는 CVT가 장착되며, 전륜구동과 4륜구동이 모두 적용됐다.

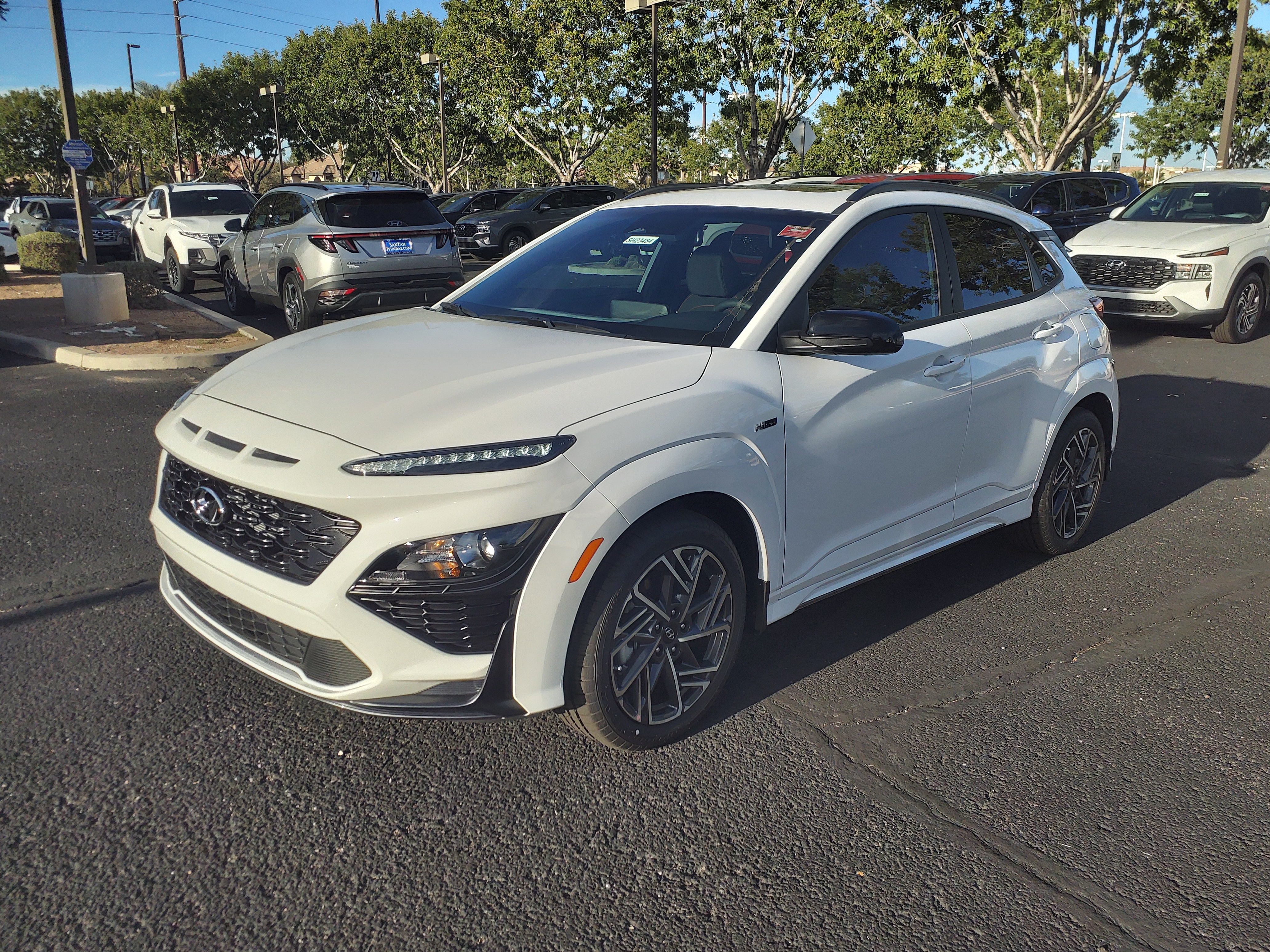
현대 더뉴 코나 N라인 전측면
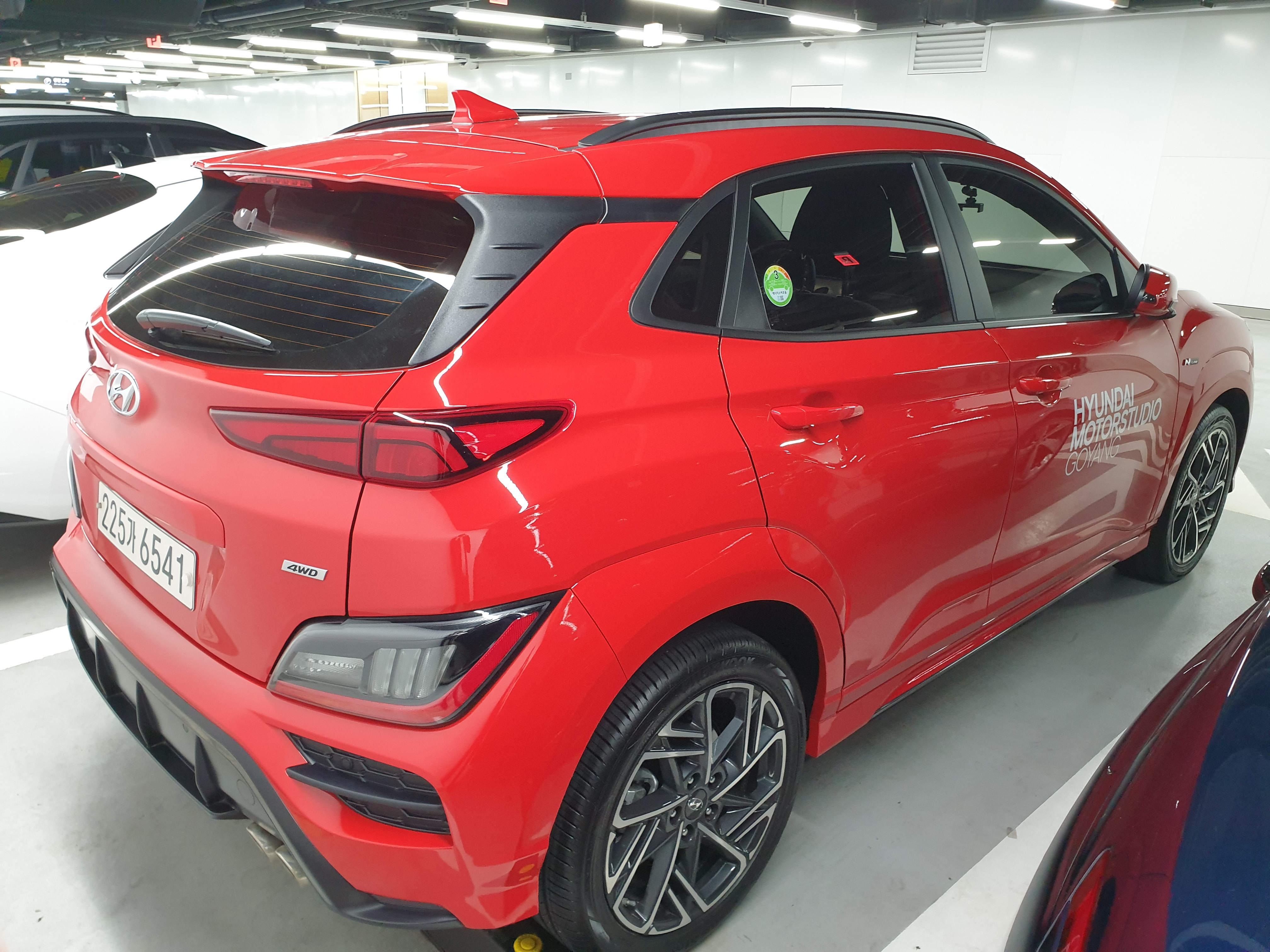
현대 더 코나 N 라인 후측면
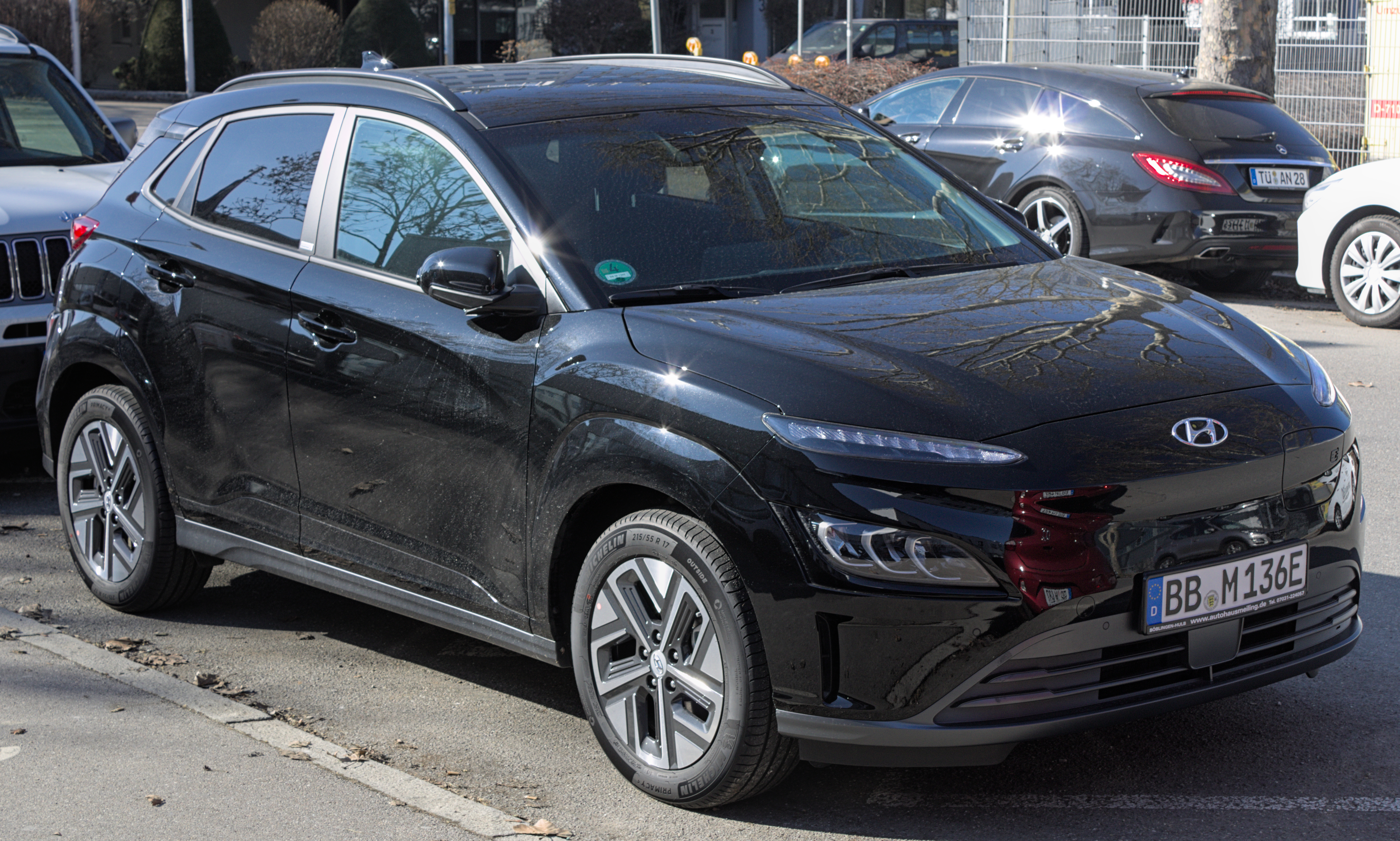
현대 더 코나 일렉트릭 전면
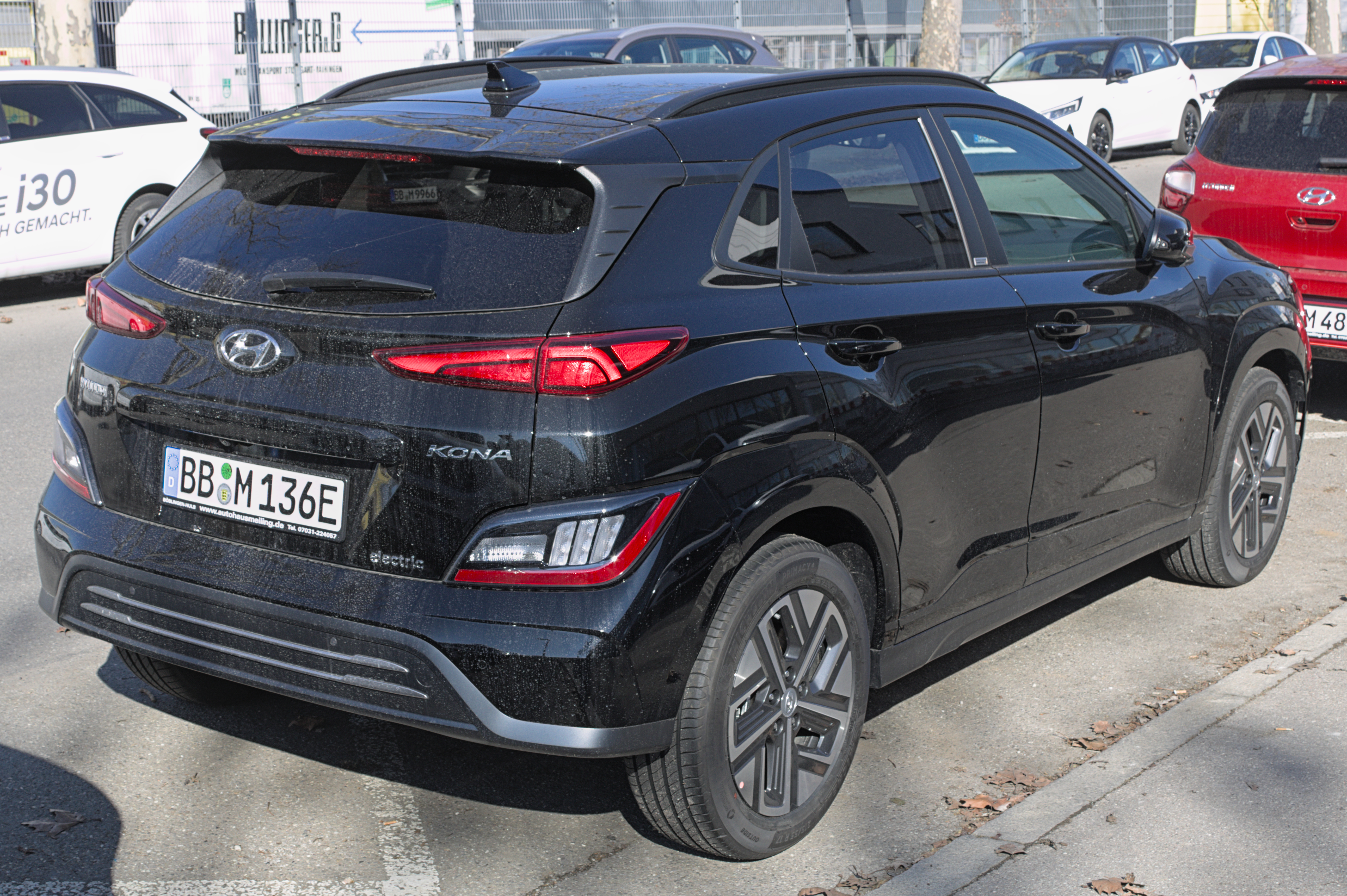
현대 더 코나 일렉트릭 후면
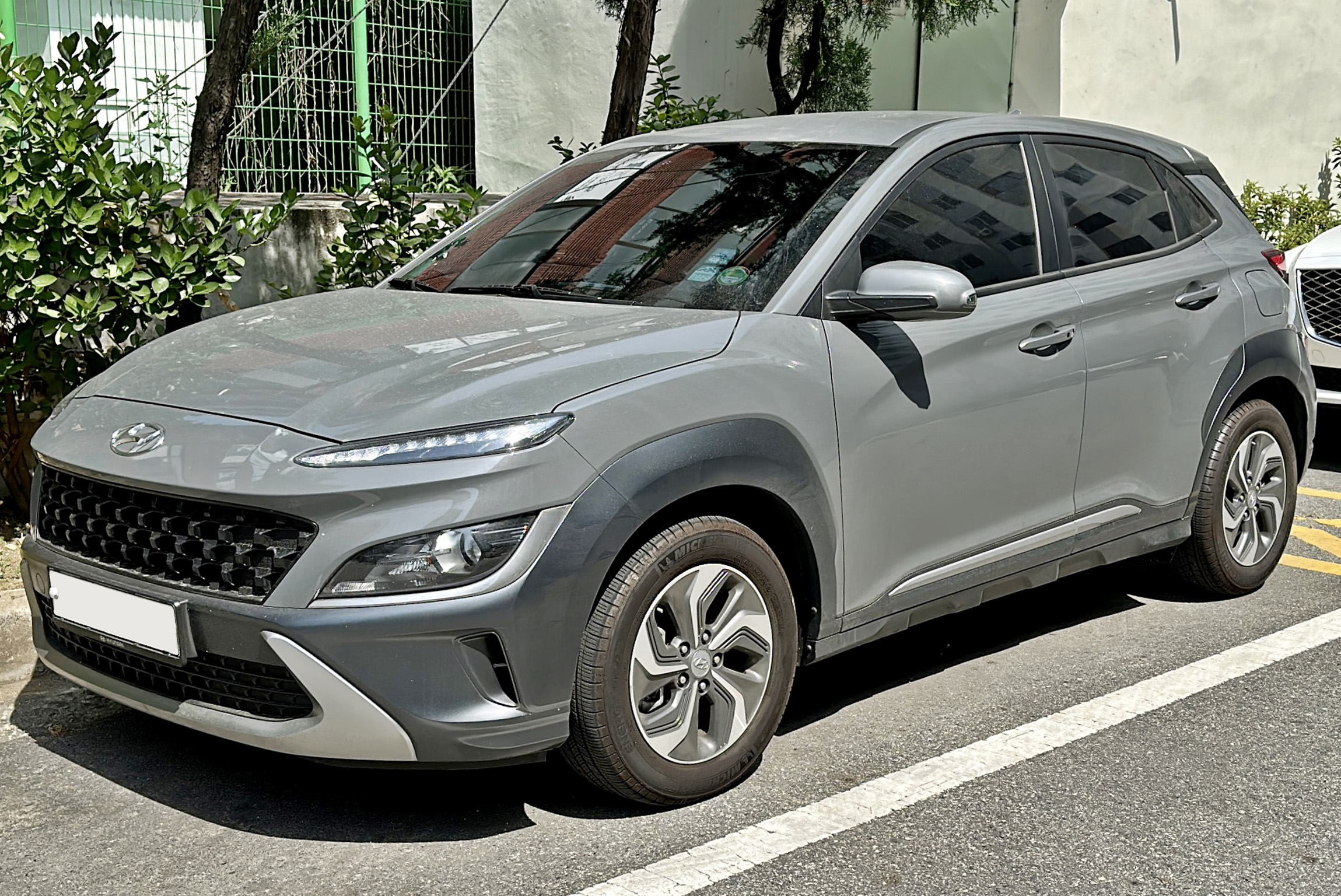
현대 더 코나 하이브리드 정측면
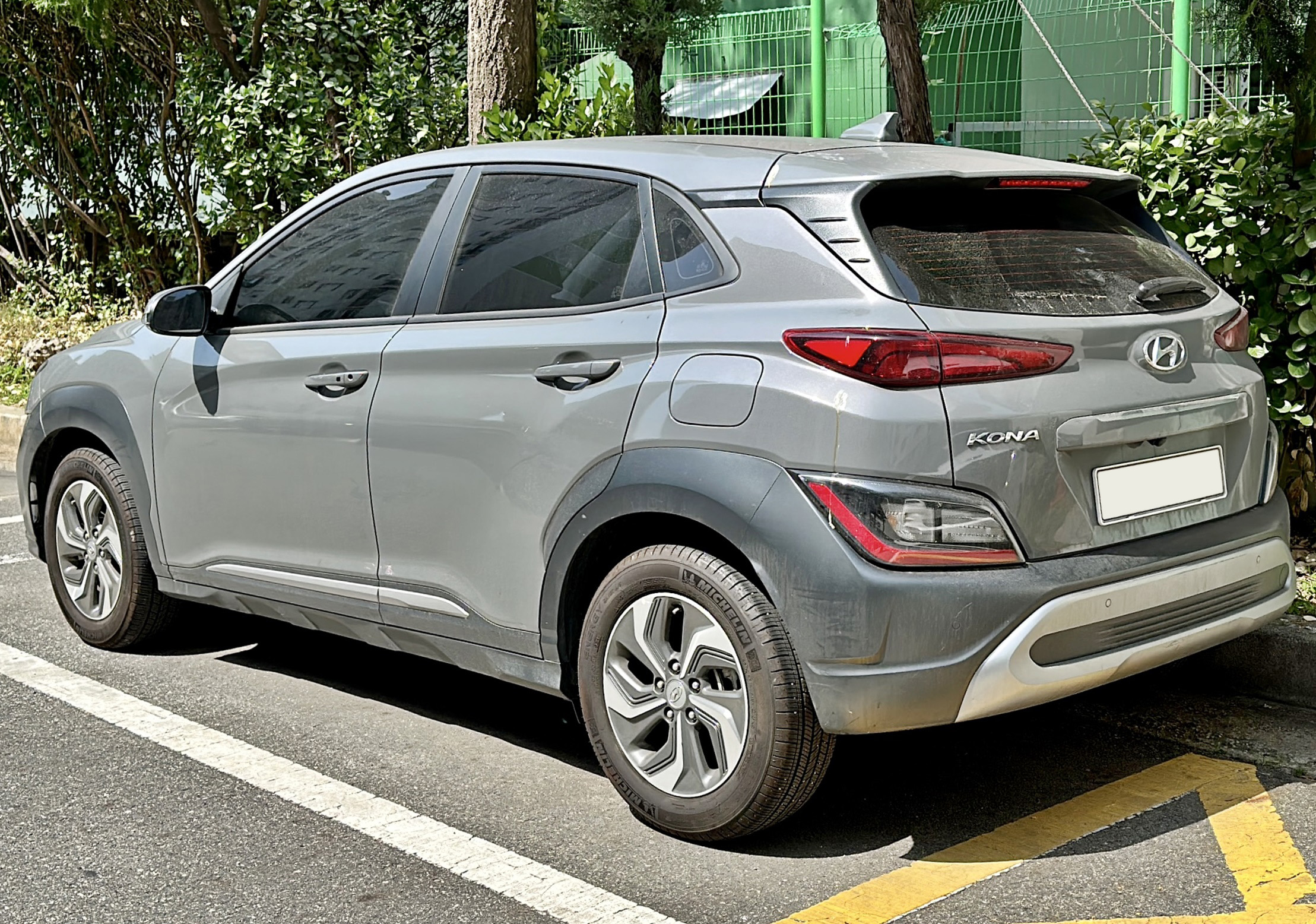
현대 더 코나 하이브리드 후측면

#### 제원
2020년 10월 15일 ~ 현재 디 올 뉴 코나
2020년 ~ 2023년
| 구분                 | 스마트스트림 가솔린 1.6 터보            | 가솔린 1.6 하이브리드        |
| -------------------- | --------------------------------------- | ---------------------------- |
| 전장 (mm)            | 4,205                                   | 4,205                        |
| 전폭 (mm)            | 1,800                                   | 1,800                        |
| 전고 (mm)            | 1,550                                   | 1,550 (루프랙 적용 시 1,565) |
| 축거 (mm)            | 2,600                                   | 2,600                        |
| 윤거 (전, mm)        | 1,575 (16") / 1,563 (17") / 1,559 (18") | 1,576 (16") / 1,565 (18")    |
| 윤거 (후, mm)        | 1,584 (16") / 1,572 (17") / 1,568 (18") | 1,589 (16") / 1,577 (18")    |
| 엔진 형식            | Smartstream G1.6T                       | 1.6 GDi HEV                  |
| 배기량 (cc)          | 1,598                                   | 1,580                        |
| 최고 출력 (ps/rpm)   | 198 / 6,000                             | 105 / 5,700                  |
| 최대 토크 (kg*m/rpm) | 27.0 / 1,600 ~ 4,500                    | 15.0 / 4,000                 |
| 연료 탱크 용량 (L)   | 50                                      | 38                           |

### 코나 N(2021년7월~2023년1월)
2021년 4월 27일, 현대 N Day 행사에서 최초로 공개한 후 2021년 5월 18일에 런칭 필름이 공개됐다. 코나 N은 현대자동차의 첫 번째 고성능 SUV 모델로, 제로백은 최대 4.895초까지 나오며 280마력 세타2 2.0L 터보 GDI 엔진과 습식 8단 DCT가 장착됐다. 전면부는 N 로고가 부착된 라디에이터 그릴과 함께 다크 크롬 현대 로고를 적용했으며, 전방 범퍼의 공기 흡입구는 코나의 낮고 넓은 자세를 강조하면서 고속주행 시 안정적인 엔진 냉각을 돕는다. 측면부는 N 전용 퍼포먼스 휠과 235/40R19의 UHP 타이어 그리고 바디 컬러 클래딩을 통해 역동적인 모습을 강조했다. 코나 N에 적용된 프론트 립 스포일러, 더블 윙타입 리어 스포일러, 사이드 실 몰딩은 다운포스를 강화해 접지력을 향상시키고 고속 안정성을 높였다. 또한, 더블 윙타입 리어 스포일러에 부착된 N 전용 삼각형 보조제동등으로 역동적인 모습을 표현했다. 실내는 N 전용 시트, 스티어링 휠, 기어 노브, 핸드 브레이크 등에 퍼포먼스 블루 색상이 포인트로 적용됐다. 특히 N 전용 시트는 스웨이드 소재와 사이드 볼스터가 적용됐으며, 10인치 디스플레이와 헤드업 디스플레이에는 N 전용 그래픽 인터페이스가 탑재됐다.
더불어 N 전용 컬러 '소닉 블루'가 추가됐으며 N 그린 쉬프트, N 파워 쉬프트, N 트랙 센스 쉬프트, 능동 가변 배기 시스템 등이 기본 사양으로 적용됐다.
고성능 SUV 모델이지만, 전륜구동만 적용되고 4륜구동은 적용되지 않는다.

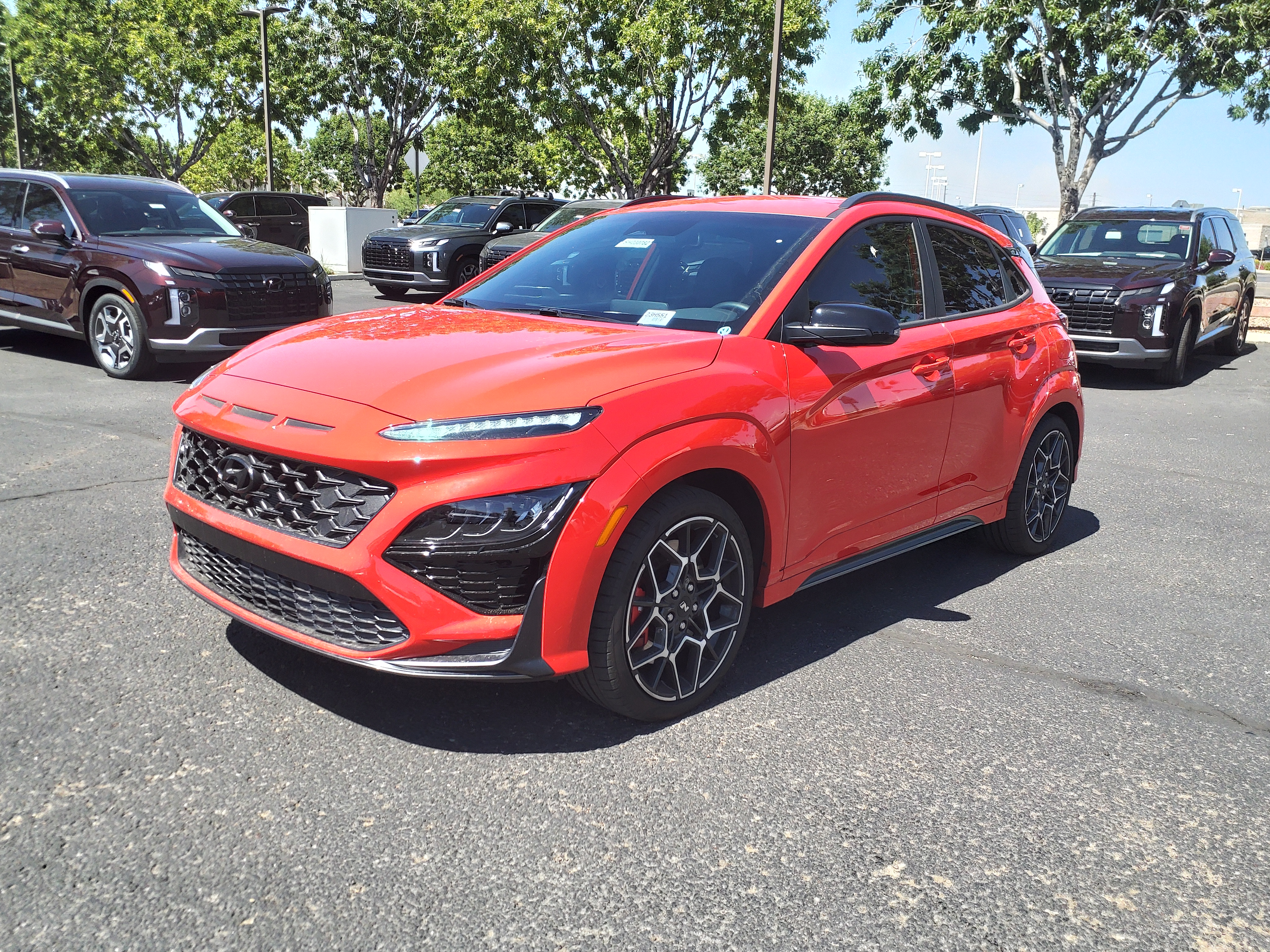
현대 더뉴 코나N 전측면
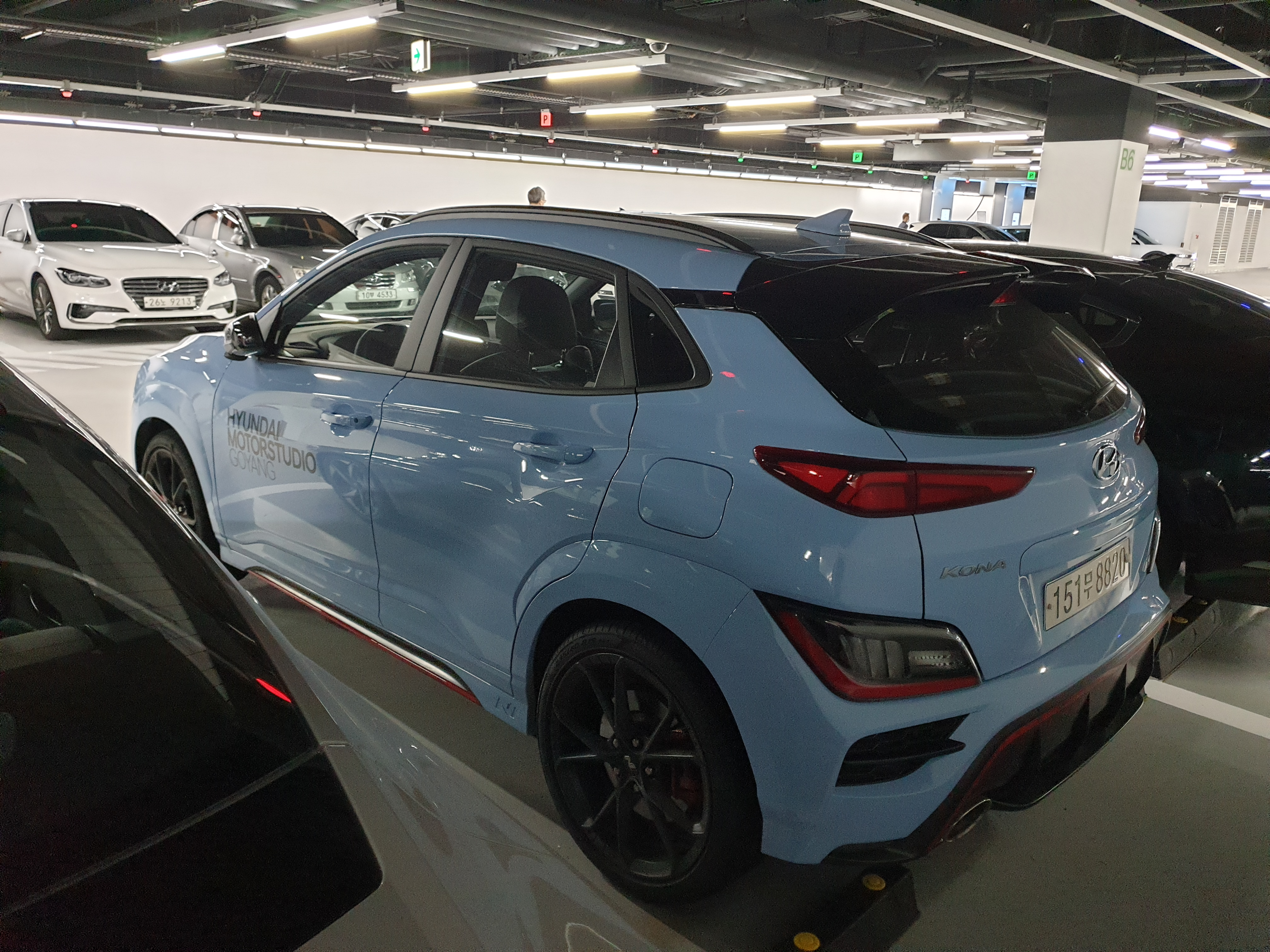
현대 더뉴 코나N 후측면

#### 제원
| 구분              | 2.0T-GDI (플랫 파워)           |
| ----------------- | ------------------------------ |
| 전장 (mm)         | 4,215                          |
| 전폭 (mm)         | 1,800                          |
| 전고 (mm)         | 1,550 (※ 루프랙 적용 시 1,565) |
| 축거 (mm)         | 2,600                          |
| 배기량 (cc)       | 1,998                          |
| 최고 출력 (ps)    | 280 (※ NGS 모드 작동 시 290)   |
| 최대 토크 (kgf·m) | 40.0                           |
| 0-100km/h (초)    | 5.5                            |

## 2세대(SX2)

### 디 올 뉴 코나(2023년1월~2025년4월)
2022년 12월 20일, 5년 만에 완전히 달라진 ‘디 올 뉴 코나’의 디자인을 공개한 후, 2023년 1월 18일에 내연기관 모델을 먼저 출시했다.
‘디 올 뉴 코나’의 매끈하면서도 볼륨감 있는 전면 상단부는 ‘끊김없이 연결된 수평형 LED 램프(Seamless Horizon Lamp)’와 조화를 이룬다.

측면은 스포일러까지 이어지는 벨트라인과 함께 날렵한 분위기를 강조해 주며, 동급 최초로 적용된 19인치 휠은 역동적 조형미의 스포크 디자인으로 스포티함을 극대화한다. 후면부에는 전면의 수평형 램프와 디자인 일체감을 준 테일램프 적용으로 미래지향적인 통일감을 완성했다. 외장컬러는 얼티메이트 레드 메탈릭, 아틀라스 화이트, 어비스블랙펄, 네오테릭 옐로우, 에코트로닉 그레이펄, 미라지 그린, 사이버 그레이 메탈릭 등 7가지 원톤컬러에 어비스블랙펄을 제외한 투톤컬러 6가지가 있다.

실내공간은 수평형 레이아웃으로 안정감을 제공하며 변속 조작계를 옮긴 오픈형 콘솔은 깔끔한 실내 이미지와 함께 수납 실용성을 높여준다.

‘디 올 뉴 코나’는 동급 최초로 무선(OTA, Over-the-Air) 소프트웨어 업데이트, 차세대 인포테인먼트 시스템 ccNC(Connected Car Navigation Cockpit), 빌트인 캠 2, 카페이와 연동해 실물 카드 없이도 결제가 가능한 e hi-pass(e 하이패스) 기능 등을 적용했다.
아울러 충돌방지 보조(FCA, 차량/보행자/자전거), LKA, 지능형 속도 제한 보조(ISLA), 운전자 주의 경고(DAW), 하이빔 보조, 차로 유지 보조(LFA), 전방/후방 주차 거리 경고(PDW)를 기본 사양으로 탑재하고 아울러 전방 충돌방지 보조(교차로 대항차), 측방 주차 거리 경고, 후측방 충돌방지 보조(BCA), 내비게이션 기반 스마트 크루즈 컨트롤(NSCC, 안전구간/곡선로), 고속도로 주행 보조(HDA), 원격 스마트 주차 보조(RSPA), 후방 주차 충돌방지 보조(PCA) 등 기존 소형 SUV에서 느낄 수 없었던 최고 수준의 상품성을 확보했다.
7세대 현대 그랜저처럼 컬럼 + 로터리식 자동변속기가 장착된다.
고객의 폭넓은 선택권을 위해 디 올 뉴 코나’는 198마력 1.6리터 가솔린 터보, 149마력 앳킨슨 사이클 2.0리터 가솔린 자연흡기 MPI, 1.6리터 가솔린 하이브리드, 전기자동차 등 다양한 라인업을 선보인다. 1.6리터 가솔린 터보 엔진과 2.0리터 앳킨슨 사이클 MPI 엔진은 1세대 페이스리프트 모델의 엔진을 그대로 쓰고, 하이브리드는 2세대 기아 니로를 통해 첫 선을 보인 카파 하이브리드 개선형 엔진(G4LL)으로 교체했다. 하이브리드는 여전히 전륜구동으로만 나온다. 1.6리터 가솔린 터보는 7단 듀얼 클러치 변속기에서 8단 자동변속기로 교체했다. 다만 1세대 페이스리프트 모델과 달리, 앳킨슨 사이클 2.0리터 가솔린 엔진에는 4륜구동을 선택할 수 없다.
‘디 올 뉴 코나’는 쾌적한 실내 공기질 유지를 위해 엠바이옴(EMBIOME)의 차량 실내 공기 정화 신기술 Eco Coating을 적용했다.

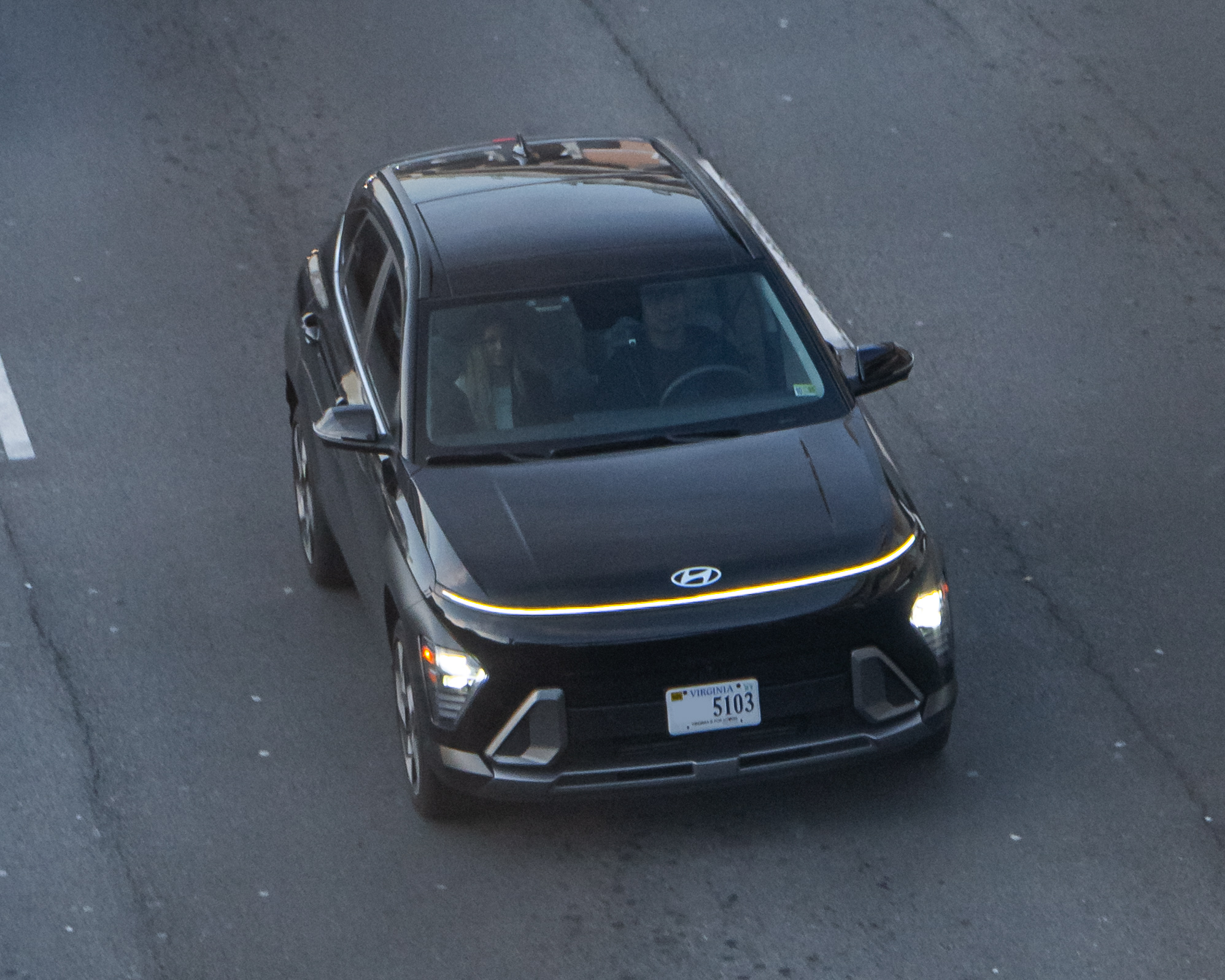
디 올뉴 코나 전면
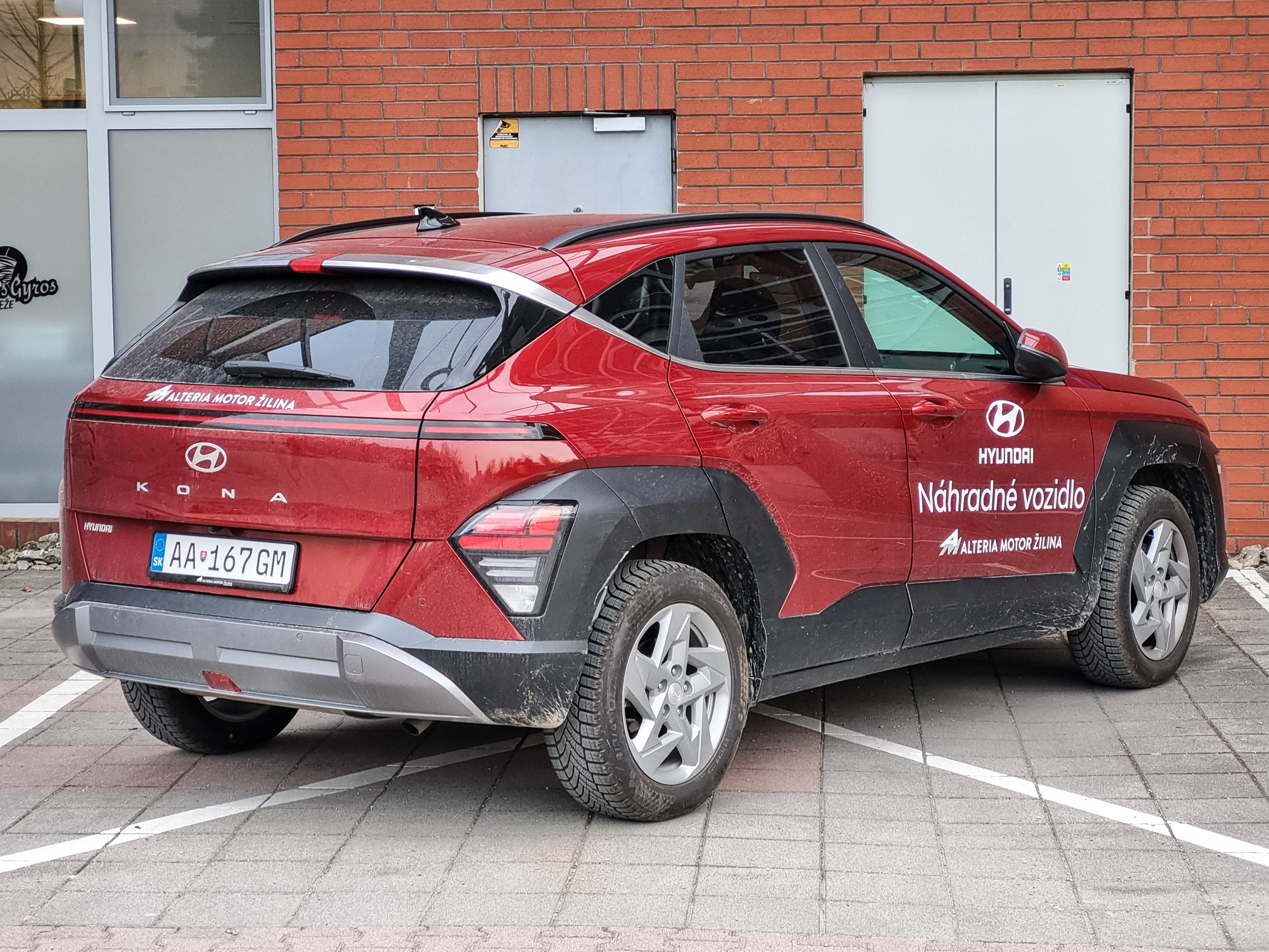
디 올뉴 코나 후측면
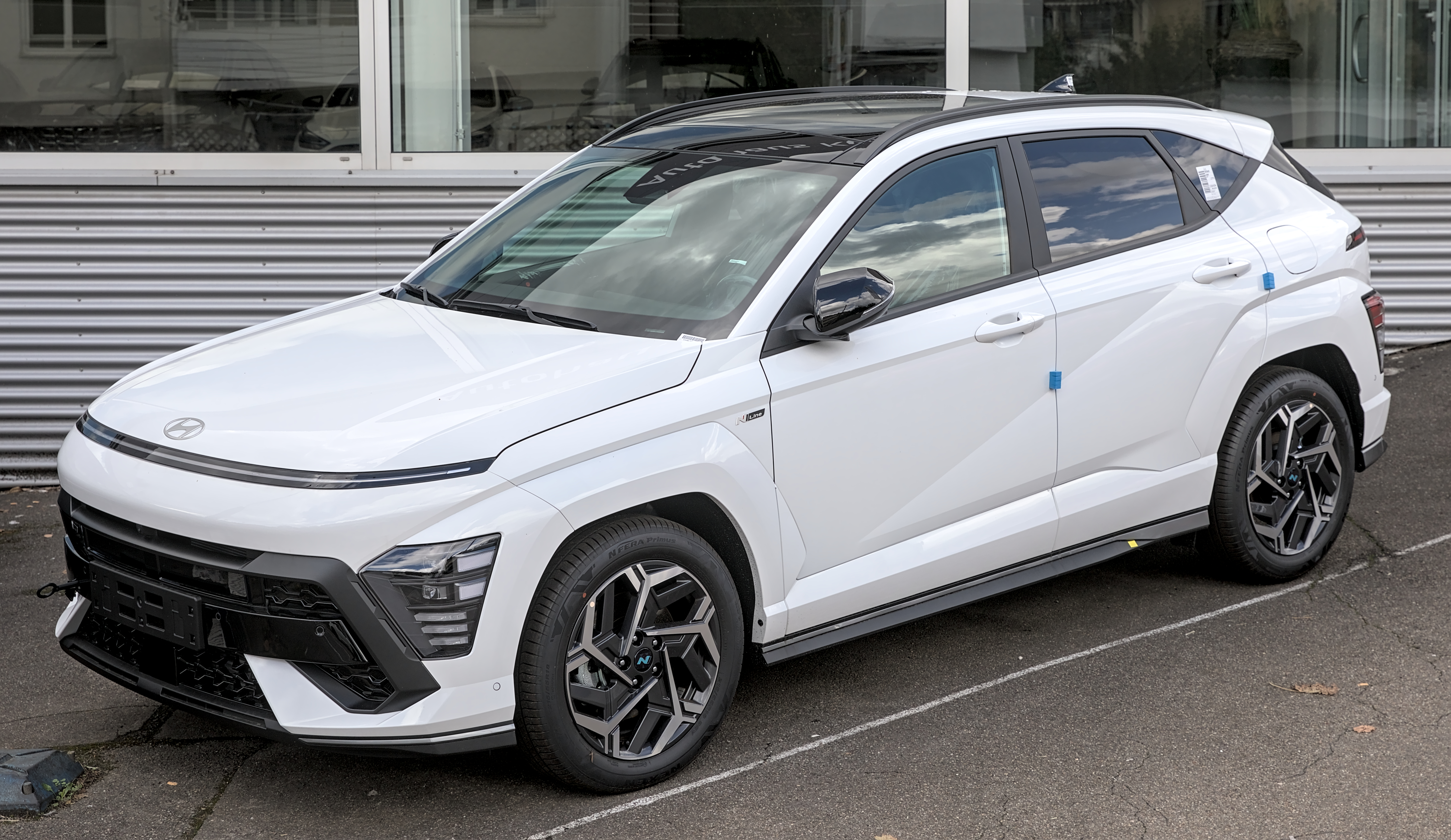
현대 디 올 뉴 코나 N 라인 전측면
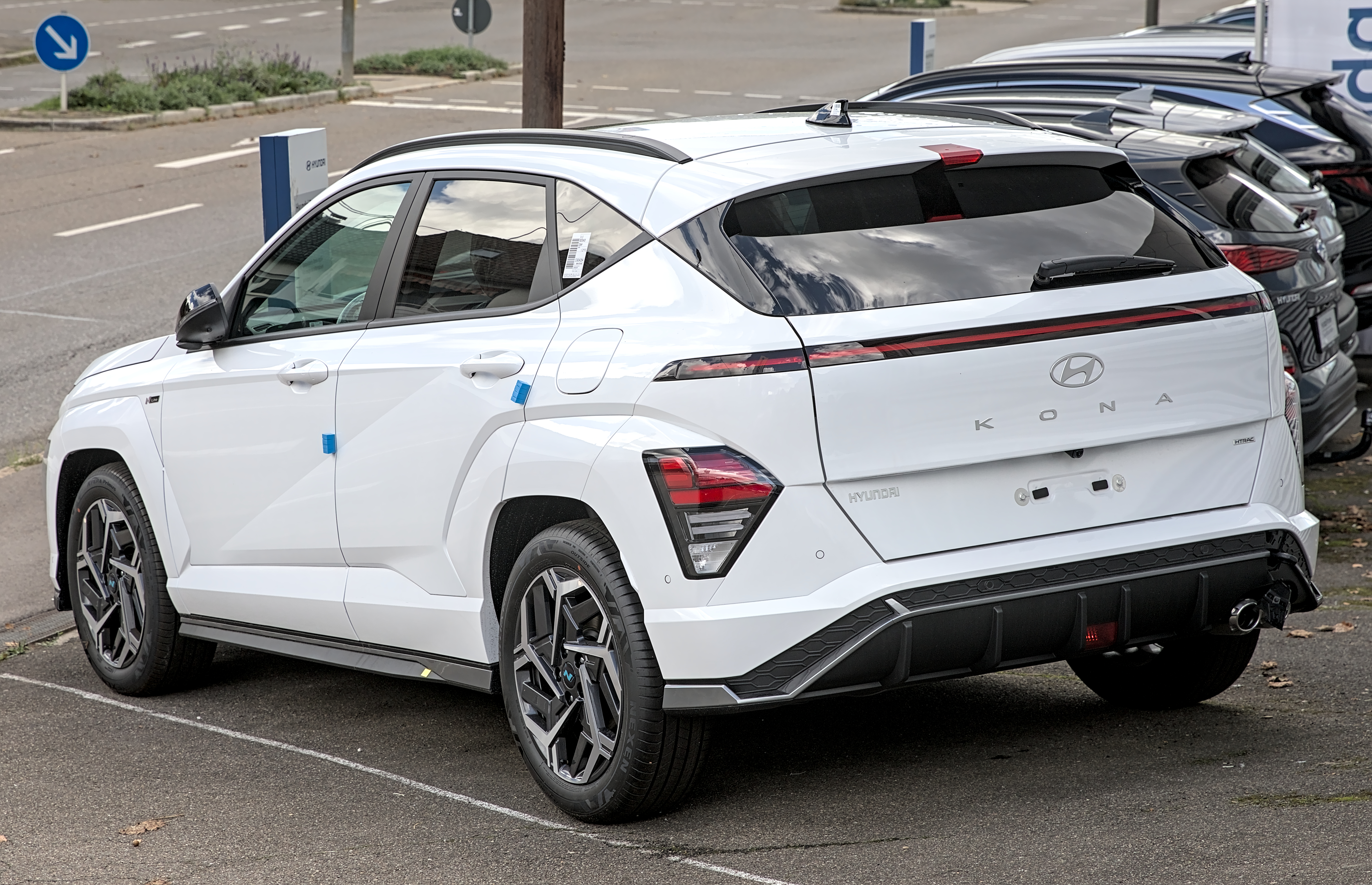
현대 디 올뉴 코나 N 라인 후측면
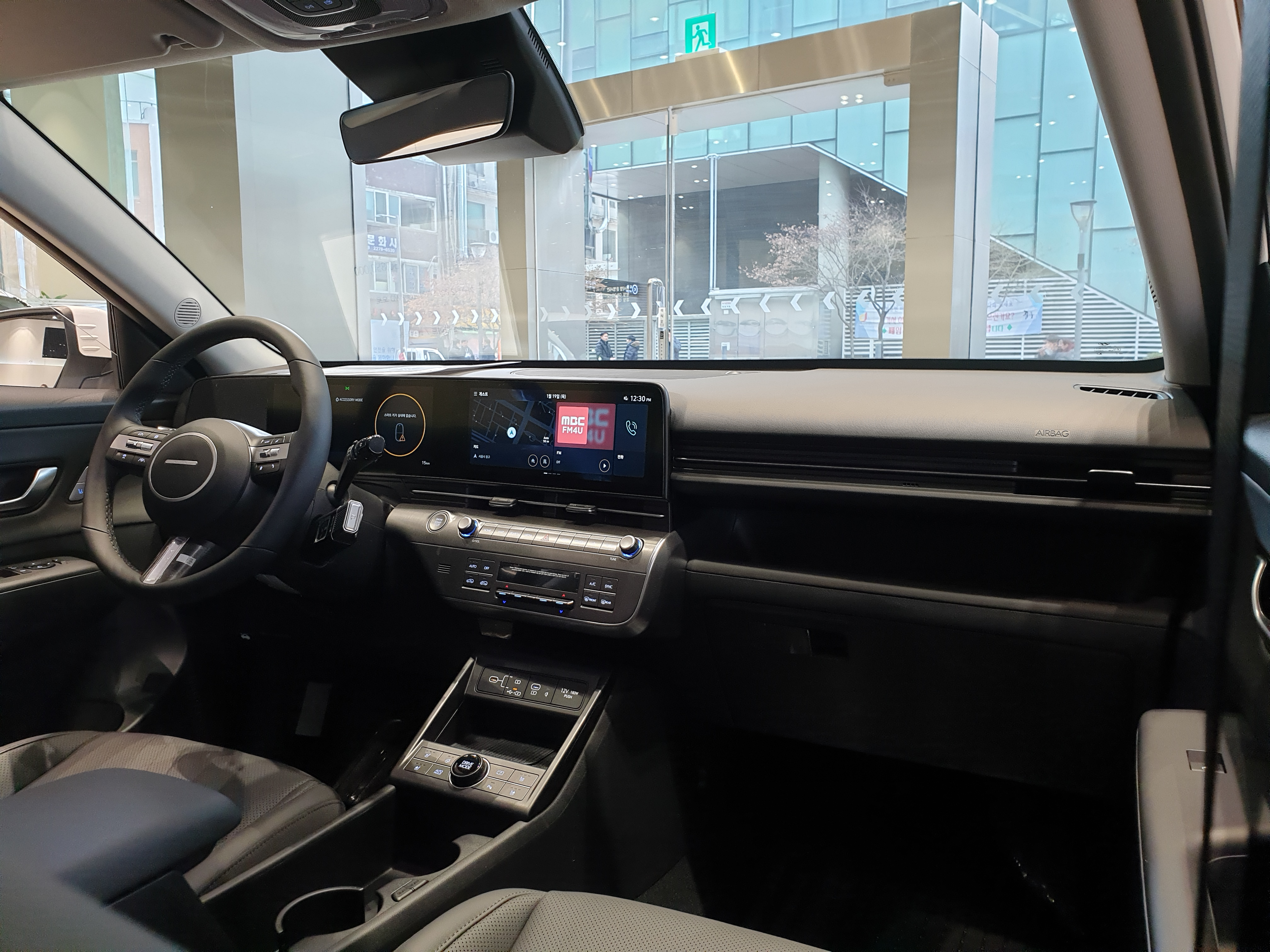
현대 디 올 뉴 코나 인스퍼레이션 실내

#### 제원
| 분류                 | 스마트스트림 가솔린 1.6 터보                    | 스마트스트림 가솔린 2.0 MPI (앳킨슨 사이클)     |
| -------------------- | ----------------------------------------------- | ----------------------------------------------- |
| 전장 (mm)            | 가솔린 : 4,350 N Line : 4,385                   | 가솔린 : 4350 N Line : 4385                     |
| 전폭 (mm)            | 1,825                                           | 1,825                                           |
| 전고 (mm)            | 1,580 (**1,585, 17"/18") / 1,585 (**1,590, 19") | 1,580 (**1,585, 17"/18") / 1,585 (**1,590, 19") |
| 축간거리 (mm)        | 2,660                                           | 2,660                                           |
| 윤거 (전, mm)        | 1,591 (17"/18") / 1,589 (19")                   | 1,591 (17"/18") / 1,589 (19")                   |
| 윤거 (후, mm)        | 1,600 (17"/18") / 1,598 (19")                   | 1,600 (17"/18") / 1,598 (19")                   |
| 엔진 형식            | Smartstream G1.6T                               | Smartstream G2.0                                |
| 배기량 (cc)          | 1,598                                           | 1,999                                           |
| 최고 출력 (ps/rpm)   | 198 / 6,000                                     | 149 / 6,200                                     |
| 최대 토크 (kg*m/rpm) | 27.0 / 1,600 ~ 4,500                            | 18.3 / 4,500                                    |
| 연료 탱크 용량 (L)   | 47                                              | 47                                              |

#### 2025 코나(2025년4월~ 현재)
2025년 4월 23일 2025 코나가 출시됐다. 2025 코나는 기존 모던 플러스 트림을 기반으로 후측방 충돌방지 보조, 후방 교차 충돌방지 보조, 안전 하차 경고, 루프랙 등 안전 및 편의 사양을 기본 적용된 H-Pick 트림을 신규 운영하며, 파킹 어시스트, 컨비니언스 등 패키지 품목을 신규 트림까지 확대 운영한다. 프리미엄 트림에 스마트 파워 테일게이트, 스마트폰 무선 충전, 디지털 키 2 터치, 터치 타입 아웃사이드 도어 핸들, 도어 포켓 라이팅, 후측방 충돌방지 보조, 후방 교차 충돌방지 보조, 안전 하차 경고 등의 사양을 기본 탑재했으며, 인스퍼레이션 트림에는 도어 트림, 오픈 트레이 등의 내장재가 개선됐다.
판매 가격은 가솔린 1.6 터보 모델 기준으로 모던 트림 2,478만 원, H-Pick 트림 2,559만 원. 프리미엄 트림 2,821만 원, 인스퍼레이션 트림 3,102만 원이며, 가솔린 2.0 모델은 모던 트림 2,409만 원, H-Pick 트림 2,499만 원, 프리미엄 트림 2,753만 원, 인스퍼레이션 트림 3,034만 원이다. 1.6 하이브리드 모델은 모던 트림 2,955만 원, H-Pick 트림 3,046만 원, 프리미엄 트림 3,254만 원, 인스퍼레이션 트림 3,512만 원이다. (※ 개별소비세 3.5% 기준, 하이브리드 모델은 세제 혜택 반영 후 기준)
2025년 8월 7일에 코나의 최상위 트림인 인스퍼레이션에 바디컬러 클래딩, 라디에이터 그릴 몰딩, 스키드 플레이트, 스포일러, 엠블럼 등에 블랙 컬러를 적용한 ‘블랙 익스테리어’가 출시됐다.

### 디 올 뉴 코나 일렉트릭
각종 화재 문제가 불거지면서 페이스리프트를 앞두고 대한민국 내수 판매가 중지됐던 EV 모델을 재출시했다. 충전지는 판매 시장에 따라 제조사가 다르게 적용되는데, 유럽 판매용에는 LG에너지솔루션의 충전지를 장착하고 북미 및 아시아 지역, 대한민국 내수 판매용에는 CATL의 충전지를 장착한다.
2023년 3월 7일 '디 올 뉴 코나 월드 프리미어' 영상을 통해 코나 일렉트릭의 주요 사양이 소개됐다.
디자인 초기 단계부터 전기차 모델을 먼저 디자인해 미래 지향적인 이미지를 구현해 낸 것이 특징이다. 또한 1세대 코나보다 차체를 키웠다는 특징이 있다. 전장, 전폭, 전고, 휠베이스가 증대됐다. 실내에는 12.3인치 클러스터, 12.3인치 내비게이션이 통합된 파노라믹 디스플레이를 장착하고 있다. 아이오닉 5 및 아이오닉 6처럼 컬럼식 시프트 레버를 적용함에 따라, 실내 공간이 더욱 넓어져 1세대의 공간 거주성이 개선되었다.
전방·후측방·후방 충돌방지 보조 시스템, 고속도로 주행 보조(HDA), 스마트 크루즈 컨트롤(SCC) 등 안전 사양들을 기본 탑재하고, 빌트인 캠 2, 무선(OTA) 소프트웨어 업데이트, 차세대 인포테인먼트 시스템 ccNC 등을 동급 최초로 탑재했다. ccNC에는 최초로 구현된 신규 EV 전용 모드가 있다.
새로운 조명 디자인 특징 위에 픽셀을 더한 '픽셀과 혼합된 수평형 램프'도 선보였다. 측면부의 캐릭터 라인, 아머 형상의 휠 아치, 일체형 디자인된 스포일러와 보조제가 적용되었다. 범퍼부터 후드까지의 곡선을 보여주는 동시에 공기저항계수 Cd 0.27을 달성했다.
64.8kWh 충전지와 150kW 모터를 장착해 대한민국 산업통상자원부 인증 기준으로 1회 충전 후 항속거리가 410km 이상으로 동급 SUV 대비 최장이라고 한다. 충돌 안전기준에 맞춰 도어 열림부 및 센터 필러의 강성을 보강했다. 현대자동차 최초로 후면 바닥 골조에 고강도 핫 스탬핑 소재를 적용했다.
2023년 3월 31일에 열린 제14회 서울모빌리티쇼의 프레스 데이를 통해 실차를 공개했으며, 대한민국에는 2023년 2분기에 정식 출시된다. 유럽과 미국에서는 각각 3, 4분기 공개될 계획이다.
일본 시장에도 출시했다. 일본 판매용은 전기 충전구 덮개가 앞뒤로 여닫는 방식이 아닌, 포르쉐 타이칸같이 슬라이딩식으로 나오고 차데모 잭이 장착된다.
아이오닉 5같이 우핸들 사양에도 컬럼식 시프트 레버는 핸들 왼쪽이 아닌 오른쪽에 장착된다.
2024년 3월 4일, 연식 변경 모델 출시와 함께 N 라인과 모던 플러스 트림이 추가됐다. 코나 일렉트릭 N 라인은 기본 모델에 N 라인 전용 전∙후면 범퍼, N 라인 전용 19인치 알로이 휠, 사이드 스커트, 윙타입 스포일러, N 라인 전용 시트, 메탈 페달 등 전용 내외장 디자인 요소로 스포티한 느낌을 강조했다. N 라인 전용 옵션은 롱레인지 모델 프리미엄 트림부터 선택할 수 있다.
또한 디 올 뉴 코나 일렉트릭도 간간히 영업용 택시로 이용된다.

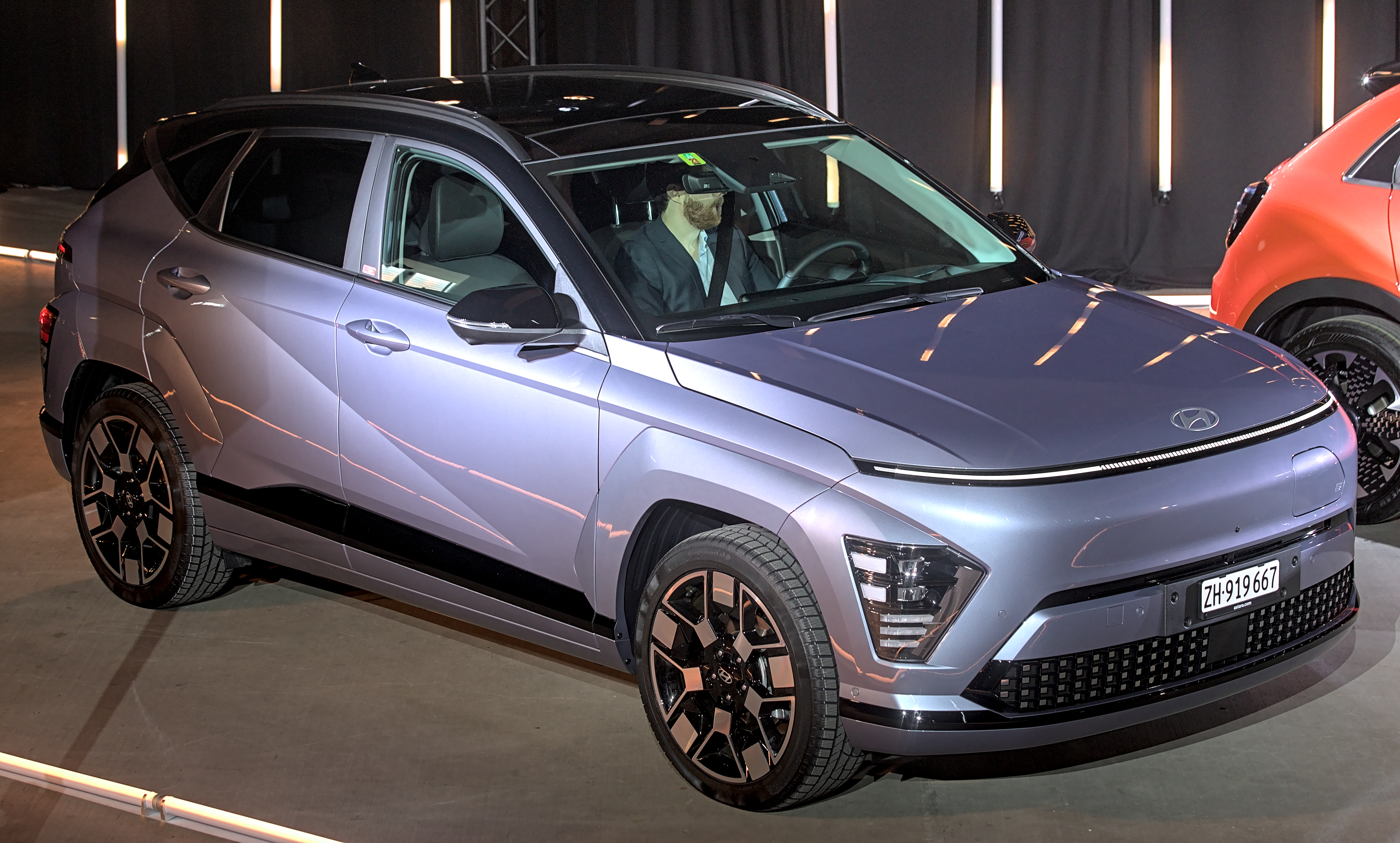
현대 디 올뉴 코나 일렉트릭 전측면
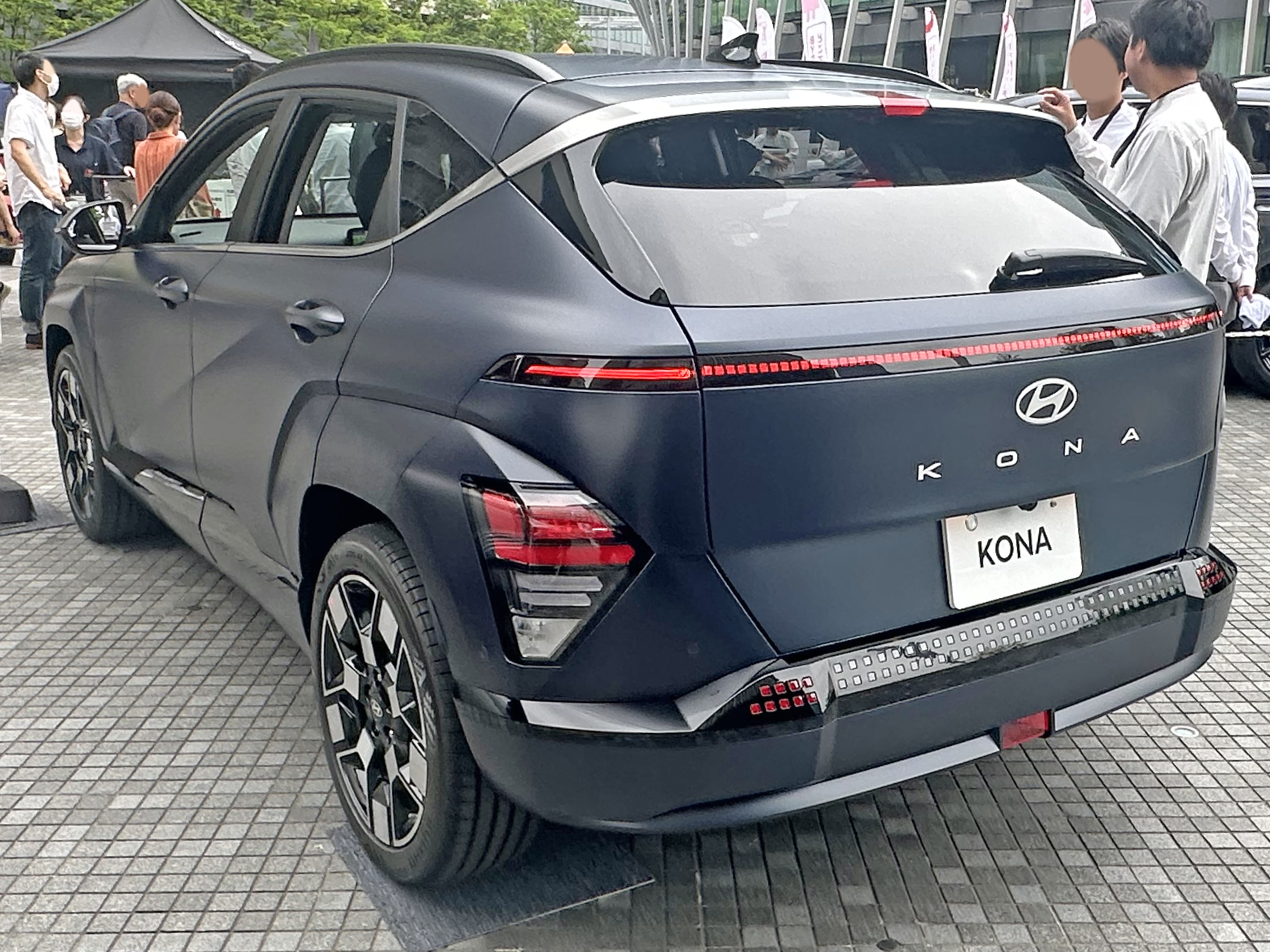
현대 디 올뉴 코나 일렉트릭 후측면

2025년 5월 13일에 2025 코나 일렉트릭을 출시했다. 2025년형은 엔트리 트림인 E-VALUE+에 후측방 충돌 경고, 후측방 충돌방지 보조, 후방 교차 충돌방지 보조, 안전 하차 경고 등의 안전 사양을 기본 적용했으며, 인조가죽 시트, 1열 열선/통풍시트 등이 포함된 컴포트 초이스 패키지를 운영한다.
판매 가격은 스탠다드는 E-VALUE+ 트림 4,152만 원, 프리미엄 트림 4,357만 원이다. 롱레인지는 모던 플러스 트림 4,566만 원, 프리미엄 트림 4,657만 원, 인스퍼레이션 트림 4,992만 원이다. (※개별소비세 3.5% 기준, 세제혜택 반영 후 기준)

#### 제원
| 구분               | 구분               | 코나 일렉트릭                     | 코나 일렉트릭                     |
| ------------------ | ------------------ | --------------------------------- | --------------------------------- |
| 전장 (mm)          | 전장 (mm)          | 4,355                             | 4,355                             |
| 전폭 (mm)          | 전폭 (mm)          | 1,825                             | 1,825                             |
| 전고 (mm)          | 전고 (mm)          | 1,575                             | 1,575                             |
| 축거 (mm)          | 축거 (mm)          | 2,660                             | 2,660                             |
| 배터리 종류        | 배터리 종류        | 리튬 이온 배터리                  | 리튬 이온 배터리                  |
| 배터리 용량(kWh)   | 배터리 용량(kWh)   | 64.8                              | 48.6                              |
| 최고출력(Kw/PS)    | 최고출력(Kw/PS)    | 150/203                           | 99/135                            |
| 최대토크(kg·m/N·m) | 최대토크(kg·m/N·m) | 26.0/255                          | 26.0/255                          |
| 충전시간           | 급속 (10%→80%)     | 43분 (100kW 기준)                 | 43분 (100kW 기준)                 |
| 충전시간           | 완속 (10%→100%)    | 6시간 35분 (220V / 48A EVSE 기준) | 5시간 15분 (220V / 48A EVSE 기준) |

## 역대 슬로건

### 1세대(OS)
- SUV의 새로운 발견 (코나)
- WHAT A SURPRISE (코나)
- 유쾌한 퍼포먼스 (코나 일렉트릭, 코나, 코나 하이브리드)
- Be NIMBLE! (더뉴 코나, 더뉴 코나 N 라인)
- 일상을 짜릿하게 (코나 N)

### 2세대(SX2)
- Rule Breaker (디 올 뉴 코나)
- 새로운 차원의 플레이 (디 올뉴 코나)
- 새로운 차원의 라이프 (디 올뉴 코나 일렉트릭)

## 수상 내역
- 미국 US 뉴스 앤드 월드 리포트 <2025 최고의 고객가치상> - '최고의 전기차' 부문 (코나 일렉트릭)

## 각종 미디어에서의 등장

### 만화에서의 등장
- 또봇: 대도시의 영웅들 - 뉴 또봇 W (2세대 모델)